# Straßenbahn Gmunden
| Die Triebfahrzeuge der Straßenbahn Gmunden im Jahr 2005 |                               |                                         |                                         |
| |                               |                                         |                                         |
| Kursbuchstrecke (ÖBB): | 161, bis 31. August 2018: 174 |                                         |                                         |
| Streckenlänge: | 2,315 km                      |                                         |                                         |
| Spurweite: | 1000 mm (Meterspur)           |                                         |                                         |
| Stromsystem: | 600 Volt =                    |                                         |                                         |
| Maximale Neigung: | 100 ‰                         |                                         |                                         |
| Minimaler Radius: | 40 m                          |                                         |                                         |
| |                               |                                         |                                         |
| \| \| \| Salzkammergutbahn von Stainach-Irdning \| \| \| \| 0,00 \| Bahnhof Gmunden \| Bahnhof Gmunden \| \| \| \| Salzkammergutbahn nach Attnang-Puchheim \| \| \| \| 0,35 \| Grüner Wald bis 2014 \| Grüner Wald bis 2014 \| \| \| 0,60 \| Keramik seit 2005 \| Keramik seit 2005 \| \| \| 0,70 \| Kraftstation bis 2005 \| Kraftstation bis 2005 \| \| \| 0,70 \| Remise \| Remise \| \| \| 0,80 \| bis 2005 \| bis 2005 \| \| \| 1,00 \| Rosenkranz/OKA-Sdlg \| Rosenkranz/OKA-Sdlg \| \| \| 1,36 \| Tennisplatz \| Tennisplatz \| \| \| 1,60 \| Kuferzeile \| Kuferzeile \| \| \| 1,77 \| Parkstraße \| Parkstraße \| \| \| 2,05 \| Bezirkshauptmannschaft \| Bezirkshauptmannschaft \| \| \| 2,22 \| Korso \| Korso \| \| \| 2,32 \| Franz-Josef-Platz \| Franz-Josef-Platz \| \| \| 2,32 \| Linienende 1975-2014 \| Linienende 1975-2014 \| \| \| 2,42 \| Postgebäude bis 1975 \| Postgebäude bis 1975 \| \| \| 2,54 \| Rathausplatz \| Rathausplatz \| \| \| 2,54 \| Linienende bis 1975 \| Linienende bis 1975 \| \| \| \| Trauntor \| \| \| \| \| Traun \| \| \| \| \| Klosterplatz seit 2014 \| \| \| \| \| Gmunden Seebahnhof bis 2014 \| \| \| \| \| Gmunden Seebahnhof seit 2014 \| \| \| \| \| Lokalbahn nach Vorchdorf \| \| |                               |                                         |                                         |
| Strecke |                               | Salzkammergutbahn von Stainach-Irdning  | Salzkammergutbahn von Stainach-Irdning  |
| U-Bahn-Kopfbahnhof Streckenanfang · Bahnhof | 0,00                          | Bahnhof Gmunden                         | Bahnhof Gmunden                         |
| U-Bahn-Strecke · Strecke nach links |                               | Salzkammergutbahn nach Attnang-Puchheim | Salzkammergutbahn nach Attnang-Puchheim |
| ehemaliger U-Bahn-Haltepunkt / Haltestelle | 0,35                          | Grüner Wald bis 2014                    | Grüner Wald bis 2014                    |
| U-Bahn-Bahnhof | 0,60                          | Keramik seit 2005                       | Keramik seit 2005                       |
| ehemaliger U-Bahn-Haltepunkt / Haltestelle | 0,70                          | Kraftstation bis 2005                   | Kraftstation bis 2005                   |
| U-Bahn-Betriebs-/Güterbahnhof Streckenanfang und quer · U-Bahn-Abzweig geradeaus und nach rechts | 0,70                          | Remise                                  | Remise                                  |
| ehemaliger U-Bahn-Dienststation / Betriebs- oder Güterbahnhof | 0,80                          | bis 2005                                | bis 2005                                |
| U-Bahn-Haltepunkt / Haltestelle | 1,00                          | Rosenkranz/OKA-Sdlg                     | Rosenkranz/OKA-Sdlg                     |
| U-Bahn-Bahnhof | 1,36                          | Tennisplatz                             | Tennisplatz                             |
| U-Bahn-Haltepunkt / Haltestelle | 1,60                          | Kuferzeile                              | Kuferzeile                              |
| ehemaliger U-Bahn-Haltepunkt / Haltestelle | 1,77                          | Parkstraße                              | Parkstraße                              |
| U-Bahn-Haltepunkt / Haltestelle | 2,05                          | Bezirkshauptmannschaft                  | Bezirkshauptmannschaft                  |
| ehemaliger U-Bahn-Haltepunkt / Haltestelle | 2,22                          | Korso                                   | Korso                                   |
| U-Bahn-Bahnhof | 2,32                          | Franz-Josef-Platz                       | Franz-Josef-Platz                       |
| | 2,32                          | Linienende 1975-2014                    | Linienende 1975-2014                    |
| ehemaliger U-Bahn-Haltepunkt / Haltestelle | 2,42                          | Postgebäude bis 1975                    | Postgebäude bis 1975                    |
| U-Bahn-Haltepunkt / Haltestelle | 2,54                          | Rathausplatz                            | Rathausplatz                            |
| | 2,54                          | Linienende bis 1975                     | Linienende bis 1975                     |
| U-Bahn-Tunnel |                               | Trauntor                                | Trauntor                                |
| U-Bahn-Brücke über Wasserlauf |                               | Traun                                   | Traun                                   |
| U-Bahn-Bahnhof |                               | Klosterplatz seit 2014                  | Klosterplatz seit 2014                  |
| Kopfbahnhof Streckenanfang und quer (Strecke außer Betrieb) · U-Bahn-Abzweig mit Eisenbahn geradeaus und ehemals von rechts |                               | Gmunden Seebahnhof bis 2014             | Gmunden Seebahnhof bis 2014             |
| Bahnhof mit U-Bahn Streckenanfang |                               | Gmunden Seebahnhof seit 2014            | Gmunden Seebahnhof seit 2014            |
| Strecke |                               | Lokalbahn nach Vorchdorf                | Lokalbahn nach Vorchdorf                |

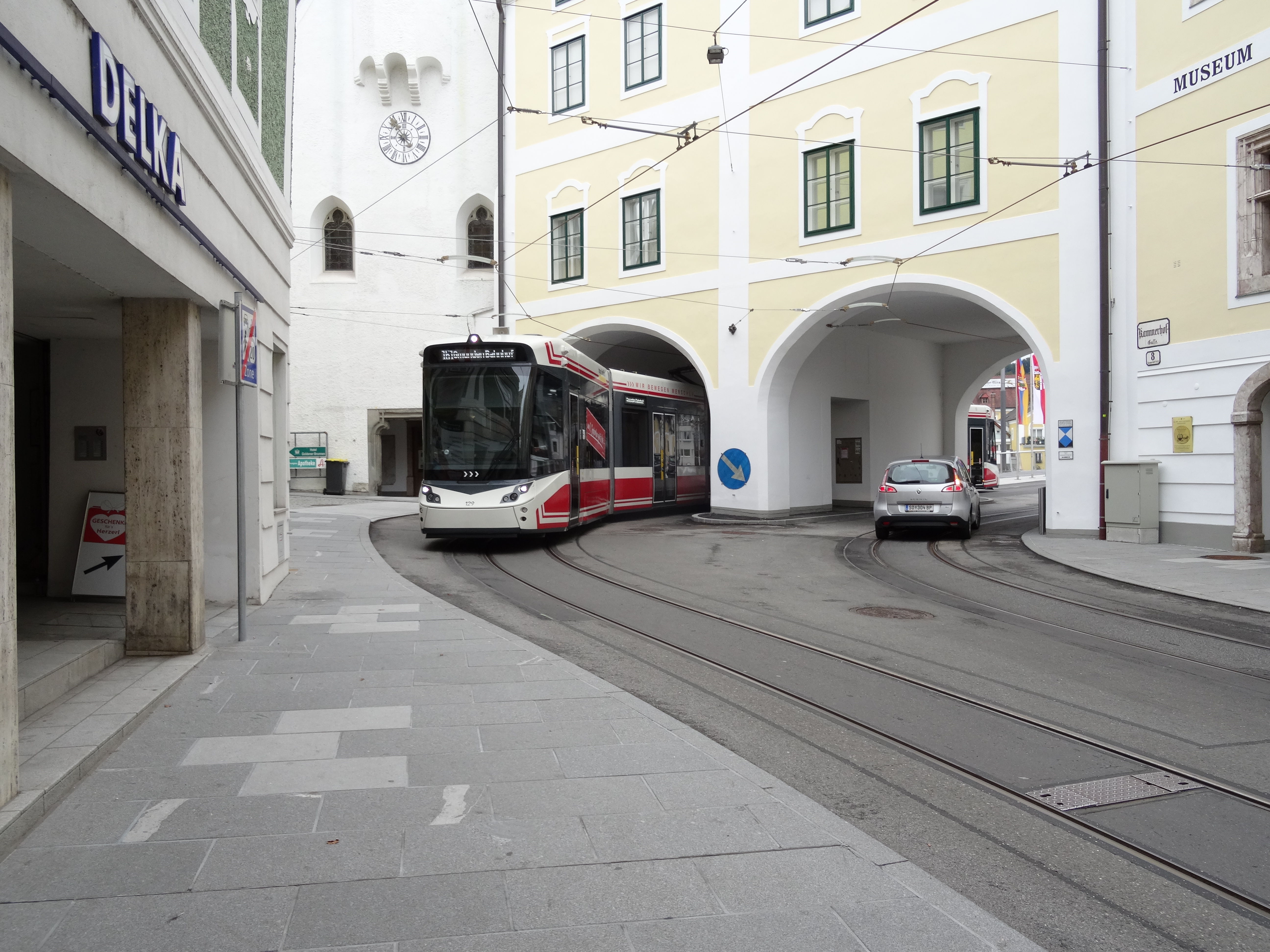
Triebwagen 129 unter dem Trauntor

Die Straßenbahn Gmunden ist eine meterspurige Straßenbahn im oberösterreichischen Gmunden. Die am 13. August 1894 eröffnete Bahn firmierte ursprünglich als Elektrische Lokalbahn Gmunden, kurz ELBG, und wurde nach dem Anschluss Österreichs 1938 zu einer Straßenbahn umkonzessioniert. Ursprünglich betrug ihre Streckenlänge 2,543 Kilometer. 1975 wurde der Abschnitt zwischen dem Rathausplatz und dem Franz-Josef-Platz stillgelegt, ab diesem Zeitpunkt war sie nur noch 2,315 Kilometer lang. Mit dieser Streckenlänge galt sie als die kleinste Straßenbahn der Welt. Ferner ist die Gmundner Elektrische mit zehn Prozent maximaler Steigung eine der steilsten Adhäsionsbahnen der Welt. Sie ist eine touristische Attraktion und ein Wahrzeichen der Stadt, jährlich werden über 300.000 Fahrgäste befördert.
Eigentümer war im ersten Betriebsjahr Stern & Hafferl, bevor im Jänner 1895 die neu gegründete Gmundner Elektrizitäts-Aktiengesellschaft, kurz GEAG, diese Aufgabe übernahm. Aus ihr wurde 1938 die Gmundner Elektrizitätsgesellschaft mbH, kurz GEG. 2000 erfolgte die Umbenennung in GEG Elektrobau GmbH, heute heißt das Unternehmen GEG Elektro und Gebäudetechnik GmbH. Für die Betriebsführung war anfangs ebenfalls Stern & Hafferl zuständig. Nachdem die GEAG den Betrieb 30 Jahre lang selbst führte, ist seit 1925 wiederum Stern & Hafferl damit beauftragt. Am 1. September 2018 wurde die Straßenbahn betrieblich mit der benachbarten Traunseebahn zur „Traunseetram“ verknüpft.

## Geschichte

### Vorgeschichte
Am 23. Oktober 1877 erhielt Gmunden durch die Salzkammergutbahn Anschluss an das Eisenbahnnetz. Zuvor hatte eine 1875 eingesetzte Kommission zu erreichen versucht, dass die Strecke nicht zu nah an die auf Ruhe bedachte Kurstadt heranführte, aber auch nicht zu weit entfernt verlief. Der Bahnhof Gmunden befand sich folglich in Altmünster, erst in späteren Jahren wurde das Areal Gmunden zugesprochen. Letztlich erwies sich die Entfernung vom Zentrum zum damaligen Rudolfsbahnhof, benannt nach der Kronprinz Rudolf-Bahn Gesellschaft, aber doch als zu weit. Beschwerden von Bürgern und Besuchern waren die Folge. Deshalb beschloss die Stadt den Bau einer gemeindeübergreifenden Lokalbahn zwischen Rathausplatz und Bahnhof.

### Projektierung
Der Bau der Lokalbahn stand in einer Reihe von Modernisierungen unter Bürgermeister Alois Kaltenbruner, nicht zuletzt dadurch motiviert, mit der Kaiserresidenz Bad Ischl mithalten zu können. Zuvor war etwa eine Wasserversorgung aufgebaut worden. Da Bad Ischl bereits seit 1890 über elektrisches Licht verfügte, sollte nun auch in Gmunden ein Elektrizitätswerk errichtet werden. Jedoch wäre die Stromerzeugung für die Stadt alleine – ohne den Großabnehmer Lokalbahn – nicht rentabel gewesen. Deswegen wurde das Angebot der Internationalen Elektrizitäts-Gesellschaft aus Wien vom Gemeinderat am 22. Oktober 1892 abgelehnt. Gleiches galt für die 1893 vorgebrachte Idee einer Wiener Akkumulatoren-Fabrik, ein kleines Kraftwerk für den Fremdenverkehr zu errichten. Erst durch den Bahnbau konnten beide Projekte wirtschaftlich betrieben werden. Grundsätzlich kam nur eine elektrische Bahn in Frage, weil die Bürgerschaft eine Dampfstraßenbahn wegen der Lärm- und Geruchsbelästigung ablehnte.
Der Ingenieur Josef Stern hatte sich schon 1892 bei der Schafbergbahn für einen elektrischen Betrieb samt Kraftwerk interessiert. Mit seinem Bauunternehmen Stern & Hafferl OHG konnte Gmunden eine Firma mit gewissen Kenntnissen im elektrischen Fach gewinnen. Auch war das Unternehmen bereit, die Finanzierung zu übernehmen. Hierzu konnte sich die Stadt selbst, infolge der zuvor angefallenen Kosten für die Wasserversorgung, nicht durchringen. Es wurde vereinbart, dass sich die Gemeinde später beteiligen könnte und wie üblich die Garantie für einen Betriebsgewinn abgab. Der Vertragsabschluss zwecks Garantie und Zurverfügungstellung öffentlichen Grundes mit der Stadt erfolgte im Jänner 1894. Der Grundkauf für die zentralen Anlagen war um 5120 Gulden erfolgt.
Das Linzer Volksblatt berichtete Anfang Jänner 1894:

„Elektrische Tramway. Sicheren Vernehmens nach wird unser Kurort bald wieder um eine Errungenschaft der Neuzeit reicher sein, indem nämlich von der Wiener Firma Stern & Hafferl eine elektrische Tramway gebaut werden soll, die die Stadt mit dem eine halbe Stunde entfernt gelegenen Bahnhof verbindet. Der Ausgangspunkt der Bahn wird in der Stadt an dem Platz vor dem Hotel Krone (Bräu am See) sich befinden und soll sich eine Abzweigung auch nach Altmünster hin erstrecken.“

### Bau

Streckengrafik von 1894

Ursprünglich verwendete Schienenprofile

Der Bau durch das Unternehmen Egger & Co. begann am 25. Februar 1894 und stand unter Aufsicht von Josef Stern. Beschäftigt waren neu eingestelltes Personal und von der Salzkammergut-Lokalbahn her bewährte Akkordanten. Die Installation der Masten und der Oberleitung begann im April und stand unter Aufsicht der Ingenieure Ernst Egger und Ferdinand Wessel. Die Arbeiten dauerten etwa vier Monate. Es entstanden eine Kraftstation zur Stromerzeugung, ein Beamtenhaus, ein Dienerhaus und eine Remise. Die beiden Personalhäuser wurden 2006 zugunsten eines neuen Kreisverkehrs abgerissen. Auf dem Gelände der Kraftstation befindet sich heute die Energie AG Oberösterreich. Einziges erhaltenes Gebäude ist die 1994 renovierte Remise.
Die Rillenschienen (in der Straßenfahrbahn) stammten von der Phoenix AG für Bergbau und Hüttenbetrieb und wogen 33,6 Kilogramm je Meter. Auf freier Strecke fanden 21,8 kg/m schwere Vignolschienen auf Holzschwellen Verwendung. Sie stammten – wie die Weichen – von der Österreichisch-Alpinen Montangesellschaft.
Der Fahrdraht bestand aus hartgezogenem Kupfer und wurde mittels 33 Masten aus Gusseisen und 57 Holzmasten mit schmiedeeisernen Auslegern abgespannt. Zusätzlich wurden acht Abspannmasten aufgestellt. Die Entfernung zwischen zwei Masten betrug etwa 35 Meter, die Fahrdrahthöhe etwa 5½ Meter über Schienenoberkante. Ursprünglich war zwischen der Kraftstation und der Ausweiche eine Speiseleitung verlegt worden, um den Spannungsabfall zu reduzieren.
Außerdem waren die Schienen zwecks besserer Stromrückleitung an den Stößen mit Kupferverbindungen gebrückt. Dies diente der Vermeidung von abirrenden Rückströmen. Sie wären für metallische Einbauten im Erdreich, etwa Gas- oder Wasserrohre, schädlich. Bei Volllast, also bei zwei gleichzeitig bergauf fahrenden Wagen, betrug der Leitungsverlust zehn Prozent.

### Inbetriebnahme

Im Eröffnungsjahr erreicht Triebwagen 1, damals noch mit offenen Plattformen, aus der Kuferzeile kommend die Esplanade

Plan der 1897 geplanten Erweiterungen

Die Bahn wurde meterspurig errichtet, denn bei einer normalspurigen Strecke hätte das Militär ein Mitspracherecht gehabt. Die auf Stern & Hafferl in Wien ausgestellte Konzessionsurkunde vom 13. Juni 1894 wurde im Reichsgesetzblatt Nummer 152 veröffentlicht.
Die Linzer Tages-Post berichtete damals:

„Elektrische Bahn. Aus dem Salzkammergut, 21. Juli, wird uns gemeldet: Heute nachmittags hat bei der Gmundner elektrischen Bahn eine polizeitechnische Vorrevision stattgefunden, an welcher sich nachgenannte Personen beteiligt haben: Von der General Inspektion der Österreichischen Eisenbahnen Oberinspektor Glüd Kommissionsleiter, Inspektor von Leber als Elektrotechniker und Kommissar Karl Ritter von Mischer. Von der politischen Behörde der Bezirkshauptmann Baron Michelburg Labia und Bürgermeister – von Gmunden – Kaltenbrunner. Außerdem haben der Kommission angewohnt die Herren: Josef Stern und Franz Hafferl als Eigentümer der Bahn; von der elektrischen Fabrik Egger & Co. in Wien die Ingenieure Ernst Egger und Ferdinand Wessel. Mit einer eingehenden Revision der Maschinen und des Kessels sowie der Waggons wurde der Anfang gemacht und hierauf zur Probefahrt geschritten, welche um halb 2 Uhr nachmittags ab elektrischem Bahnhof in der Richtung bis zum Staatsbahnhofe und von da retour in die Stadt bis zur Ausweiche, als dem schwierigsten Punkt, sodann ohne Unterbrechung wieder zum Staatsbahnhofe und zurück in die elektrische Station ausgeführt worden ist. Das Ergebnis der Vorrevision war ein sehr zufrieden stellendes: Von heute ab dürfen Probefahrten täglich nach allen Richtungen zur Schulung des Personals vorgenommen werden.“

Am frühen Nachmittag des 13. August 1894 erfolgte die offizielle Eröffnung. Während der Probefahrt am Morgen des Tages waren Reit- wie Zugpferde entlang der Strecke postiert worden, um die Tiere visuell wie akustisch an die Bahn zu gewöhnen. Nach der Lokalbahn Mödling–Hinterbrühl und der Straßenbahn Baden war sie die dritte elektrische Bahn Österreichs.
Vorerst hatte von insgesamt neun Stationen nur die Haltestelle Stadtpark ein Wartehäuschen. Der Streckenabschnitt ab Kuferzeile war zum Zeitpunkt der Bahneröffnung nicht gepflastert. Neben Personen wurden auch Gepäckstücke zum ehemaligen Hotel Post und zum Hotel Schwan transportiert. Die Fahrzeit betrug etwa 15 Minuten. Abends verkehrten aus wirtschaftlichen Gründen Pferdeomnibusse im Schienenersatzverkehr.
Im ersten Betriebsjahr transportierte die Bahn 116.018 Personen und 3452 Kolli Gepäck. Die Höchstleistung in den Sommermonaten Juni bis August lag bei 12.000 bis 21.000 Personen monatlich. Die geringste Leistung erbrachte die Bahn in den Wintermonaten November bis März mit nur 4000 bis 5600 Personen monatlich. Schon damals waren am Hotel Bellevue ein Abzweig nach Altmünster und eine Verlängerung zum Klosterplatz geplant. Die beiden Gründer von Stern & Hafferl, Josef Stern († 1924) und Franz Hafferl († 1925), verstarben allerdings, bevor sie diese Vorhaben ausführen konnten. Weitere nie realisierte Projekte waren eine Verlängerung nach Traundorf einschließlich einer eigenen Strecke für den Güterverkehr und eine Stichstrecke nach Kranabeth, die ebenfalls für den Gütertransport vorgesehen war.

#### Kraftstation

Kraftstation, Personalhäuser und Remise (1894)

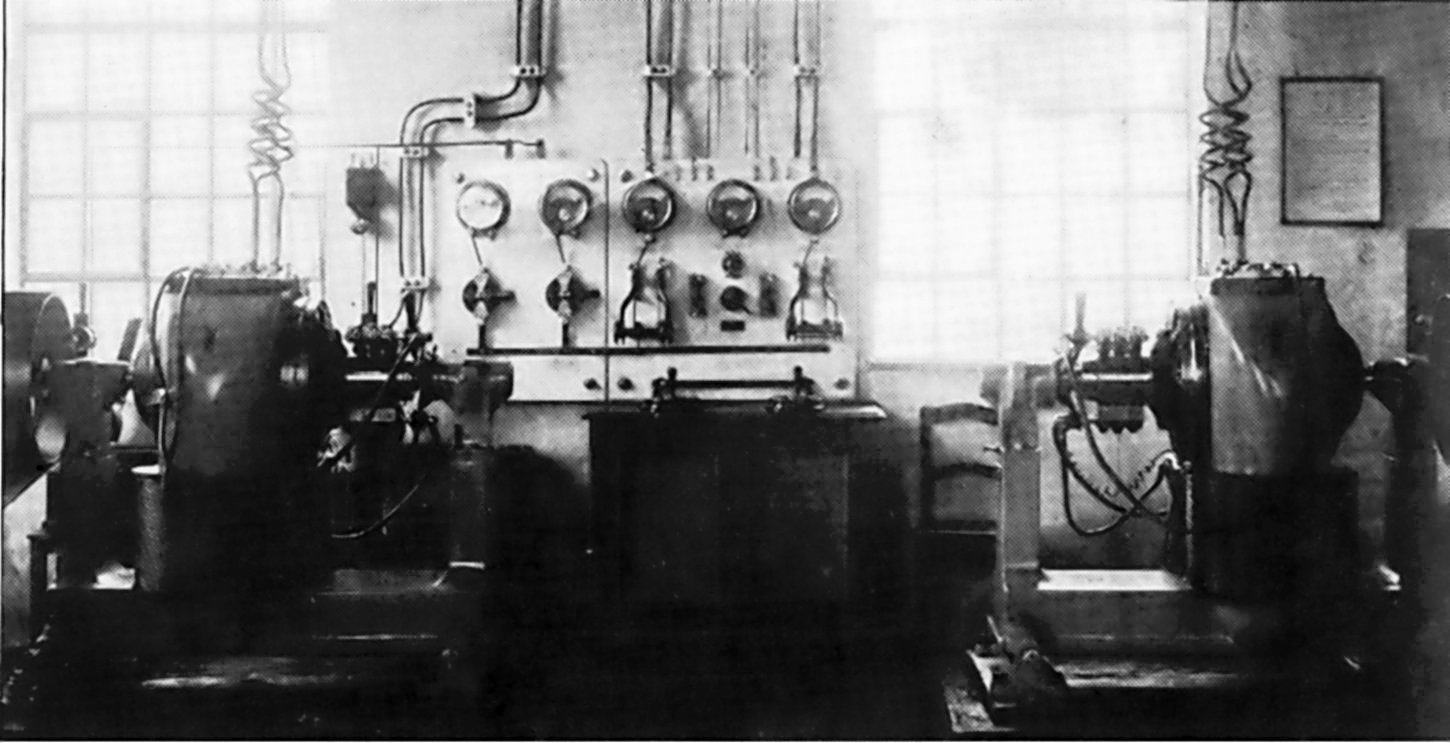
Innenausstattung der Kraftstation

Im Maschinenhaus der Kraftstation wurden zwei liegende Einzylinder-Dampfmaschinen mit je 40 Pferdestärken Leistung eingebaut. Der Dampf wurde in zwei Kesseln des Systems Babcock & Wilcox von je 43 Quadratmetern Heizfläche mit einem Arbeitsdruck von acht Atmosphären erzeugt. Kessel und Maschinen stammten von der Ersten Brünner Maschinenfabrik. Über Flachriemen trieben die Dampfmaschinen Dynamoscheiben mit 30 Kilowatt Leistung an. Zum Ausgleich des Spannungsabfalls in der Oberleitung waren die Dynamos bei Volllast mit Übercompoundierung versehen. Im Leerlauf gaben sie bei 665 Umdrehungen in der Minute eine Spannung von 500 Volt, bei Volllast und gleicher Drehzahl aber 550 Volt ab. Zum Ausgleich auftretender Spitzenbelastungen wurde 1897 ein großer Akkumulator aufgestellt. Eine moderne Schalt- und Regeleinrichtung sowie eine – 1894 noch als Attraktion geltende – elektrische Beleuchtung in allen Gebäuden vervollständigten die Kraftstation. Der Schlot stand etwas abseits des Maschinenhauses, die Rauchgase des Kessels wurden ihm unterirdisch zugeführt.
Schon anlässlich der Einführung der elektrischen Beleuchtung im Jahr 1895 wurde ein wesentlich leistungsfähigerer Hauptmaschinensatz zusammen mit einem kleinen aufgestellt. Die Gleichrichteranlage wurde 1948 auf ELIN-Glaskolben für je 210 Ampere umgebaut. 1969 wurde die Kraftstation mit Glaskolben-Umrichtern ausgerüstet.

#### Oberleitungssystem

Oberleitungsmast aus Gusseisen

Luftweiche mit Kontaktrolle und Lötöse zur Befestigung des Fahrdrahtes

Wie die meisten elektrischen Bahnen jener Zeit, war auch die Anlage in Gmunden für den Betrieb mit Rollenstromabnehmern und Luftweichen ausgelegt. Aufgrund der Nachteile dieser Betriebsform wurden sie im Laufe der Zeit durch Lyra-Stromabnehmer ersetzt. Später erfolgte die Umrüstung auf Scherenstromabnehmer.
Der Fahrdraht der Lokalbahn bestand anfangs aus hartgezogenem Kupfer mit einem Querschnitt von 5,35 Millimetern und war an den Aufhängungen mittels Hartgummi- und Porzellan-Isolatoren doppelt getrennt. Auf einer seitlichen Konsole an der Mastspitze wurde die zweipolige Leitung für das Streckentelefon geführt. Später wurden die gusseisernen Masten in der Innenstadt entfernt, da die Bürger sie als optisch störend empfanden. Alternativ brachte man an den Gebäuden Oberleitungsrosetten an, die Aufhängung des Fahrdrahts erfolgte fortan mittels Querdrähten.

### Erster Weltkrieg
Der Ausbruch des Ersten Weltkriegs führte zu einem starken Rückgang der Beförderungszahlen. Weiter endete zum 1. Juli 1914 die Steuerfreiheit für die Lokalbahn, auch dies wirkte sich nachteilig auf das Betriebsergebnis aus. 1915 musste der Akkumulator der Kraftstation demontiert und für Kriegszwecke abgegeben werden. 1917 folgten die Dampfmaschinen, womit keine Reserve mehr vorhanden war.
Erstmals kamen Schaffnerinnen zum Einsatz, die nach dem Krieg wieder entlassen wurden. Wegen Kupfermangels musste der Fahrdraht auf den Abschnitten Stadtplatz–Kuferzeile und Kraftstation–Bahnhof demontiert werden. Der als Ersatz gelieferte Eisen-Draht wurde erst Ende der 1920er Jahre wieder durch Kupferfahrdraht ersetzt.
1918 stieg die Zahl der beförderten Personen wieder auf 217.616. Die Anlagen und Fahrzeuge waren allerdings wegen des Ersatzteilmangels stark beansprucht. Dank der Bahnstromerzeugung mittels Wasserkraft war die Bahn zumindest nicht vom Kohlemangel betroffen, wie es bei zahlreichen Betrieben mit Stromerzeugung in Wärmekraftwerken der Fall war. Allerdings verhinderte der Krieg alle Ausbaupläne der Lokalbahn.

### Zwischenkriegszeit
Der Kohlemangel in der Nachkriegszeit führte zu einer Einschränkung des Zugverkehrs auf der Salzkammergutbahn und somit zu hohen Verlusten bei der Lokalbahn. Erst nach der 1932 erfolgten Elektrifizierung der Normalspurstrecke stiegen auch die Beförderungszahlen der Lokalbahn wieder an. Der Bau des Gmundner Strandbads sorgte gleichfalls für neue Fahrgäste.
1927 waren die Rillenschienen aus dem Eröffnungsjahr so stark verschlissen, dass die Betriebssicherheit nicht mehr gewährleistet schien. Darauf folgte eine Gleiserneuerung zwischen Rathausplatz und Franz-Josef-Platz, bei gleichzeitiger Herstellung von Betonlangschwellen. 1928 kam es zu einem Aufschwung, in jenem Jahr wurden 230.216 Personen, 871 Hunde, 20.528 Gepäckstücke und 818,2 Tonnen Güter befördert. Der Zeitungstransport von der Salzkammergut-Druckerei zum Bahnhof erfolgte ebenfalls auf diese Weise. Dem Rechnung tragend wurde 1928 in der Kraftstation eine Quecksilberdampf-Gleichrichteranlage von Brown, Boveri & Cie eingebaut, die aus zwei Glasgefäßen mit je 165 Ampere bei 550 Volt bestand und durch einen Transformator mit einer Leistung von 250 Voltampere gespeist wurde. Der wesentlich unwirtschaftlicher arbeitende Umformer verblieb als Reserve. 1929 wurde bei der Kraftstation eine Ausweiche errichtet, die im Verspätungsfall einen flexiblen Betrieb ermöglichen sollte. Der stadtwärts fahrende Zug befuhr die Gerade, die talseitige Weiche war schlüsselgesperrt. Die beiden Linksweichen gehörten der Lokalbahn Gmunden–Vorchdorf, für deren Benützung musste jährlich ein Pachtzins von 250 Österreichischen Schilling entrichtet werden. Die überflüssig gewordene Ausweiche bei Kilometer 0,6 wurde gleichzeitig aufgelassen.
In der „Vereinigten Gesellschafts-Werkstätte“ erfolgten die Umbauten und Reparaturen aller Stern & Hafferl-Fahrzeuge, soweit sie die Möglichkeiten der Betriebswerkstätten überstiegen. Bis die 1970er Jahre gab es dort auch eine Ankerwicklerei. Infolge der neuerlichen Wirtschaftskrise erreichten die Beförderungszahlen 1934 einen historischen Tiefpunkt. Nur noch 92.561 Fahrgäste, 541 Hunde, 8157 Gepäckstücke und 318,8 Tonnen Güter wurden befördert.

### „Anschluss“ Österreichs und Zweiter Weltkrieg

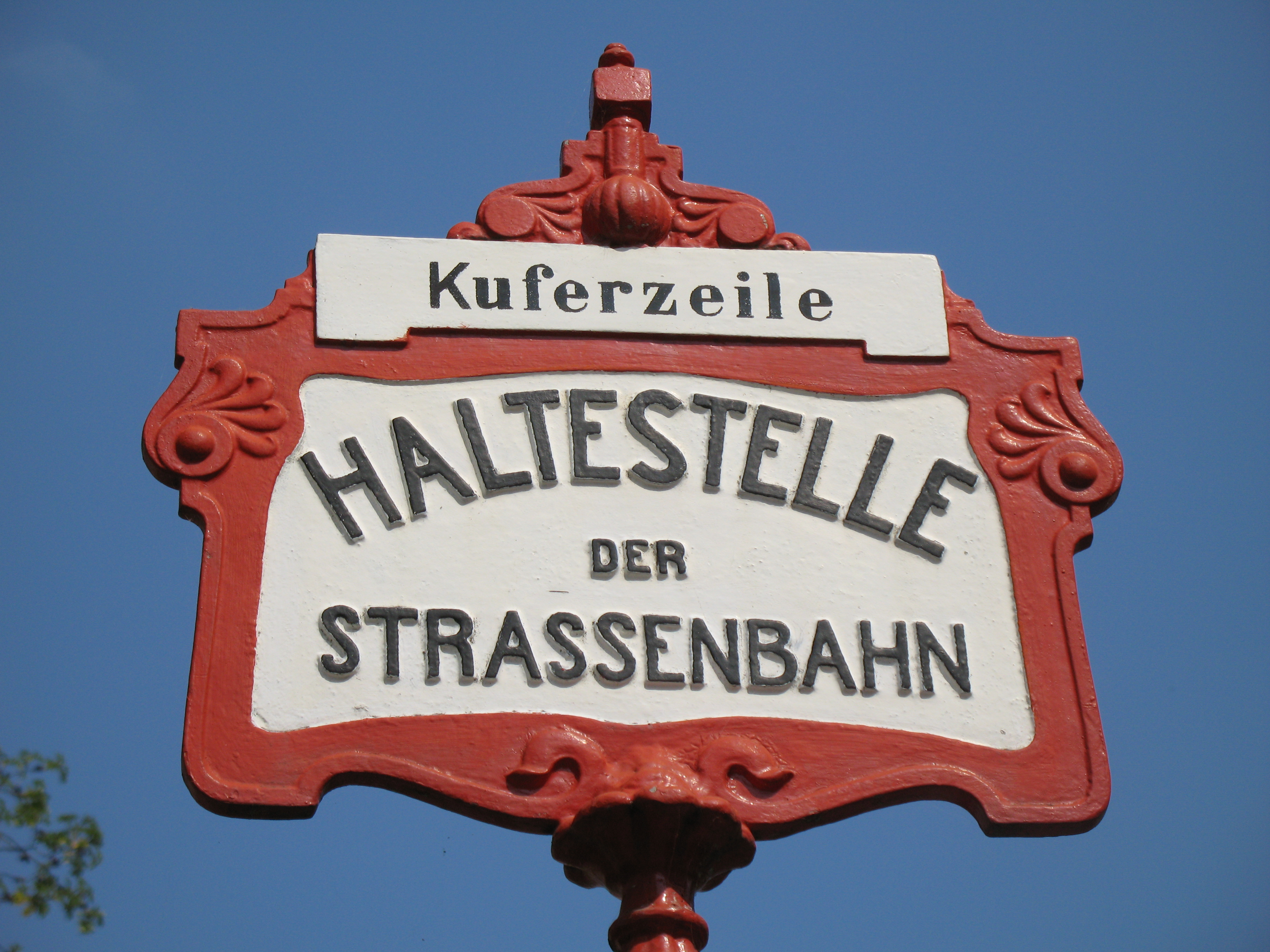
Historisches Haltestellenschild

Die Tausend-Mark-Sperre verhinderte das erneute Aufkommen des Fremdenverkehrs, erst durch den im März 1938 erfolgten „Anschluss“ Österreichs an das Deutsche Reich erholten sich die Fahrgastzahlen wieder. 1938 wurden 142.816 Passagiere befördert, 1939 waren es 208.851.
Ab 1938 wurde die Bahn nach der in Deutschland bis heute gültigen Verordnung über den Bau und Betrieb der Straßenbahnen (BOStrab) betrieben, die zum 1. April 1938 in Kraft trat. Äußerlich machte sich dies an den nachgerüsteten Fahrtrichtungsanzeigern sowie der fortan verwendeten Linienbezeichnung G bemerkbar. Der Buchstabe G für Gmunden wurde dabei analog zu F für die Florianerbahn, P/H für St. Pölten–Harland und Y für Ybbs zugewiesen und war an den Fahrzeugen in weißer Schrift auf schwarzem Grund angeschrieben, dieses Liniensignal konnte bei Dunkelheit beleuchtet werden. Ebenso führte man damals genormte Haltestellentafeln mit einem grünen „H“ auf gelbem Grund ein.
Parallel zu Gmunden wurden auch die beiden Schwesterbetriebe Unterach–See und Ebelsberg–St. Florian zu Straßenbahnen umgewidmet. Die drei Bahnen wurden auch nach Kriegsende weiterhin als Straßenbahn geführt. Die weitere politische Entwicklung Österreichs führte in diesem Fall nicht zu einer juristischen Wiederherstellung des Vorkriegszustands.
1939 wurde der Gepäckverkehr eingestellt, fortan wurden nur noch Personen, Hunde und Güter befördert. Da es kaum private Kraftfahrzeuge gab, stiegen die Fahrgastzahlen 1944 auf 586.404 beförderte Personen an. Auch den Zweiten Weltkrieg überstand die Gmundner Straßenbahn ohne größere Schäden.

### Nach dem Zweiten Weltkrieg
1946 wurde mit 736.898 Fahrgästen ein bis heute gültiger Rekord aufgestellt. Ein Jahr später wurde die Vereinigte Gesellschafts-Werkstätte als Hauptwerkstätte aufgelassen und nach Vorchdorf verlegt. Einige Arbeiten, wie das Wickeln von Motorankern, wurden aber weiterhin in Gmunden durchgeführt.
1951 wurde die Streckengeschwindigkeit auf 25 Kilometer pro Stunde angehoben, allerdings gab es örtliche Einschränkungen. In den Jahren 1956 und 1957 wurde die Strecke saniert; zudem erfolgten eine Trassenkorrektur und der Austausch der alten Rillenschienen. Ab 1957 wurde die Straßenbahn nur mehr zu jenen Früh- und Spätzügen der Österreichischen Bundesbahnen betrieben, deren Umstiegsfrequenz einen Anschluss rechtfertigte. Ursprünglich wurde zu allen Zügen gefahren.

### 1960er Jahre

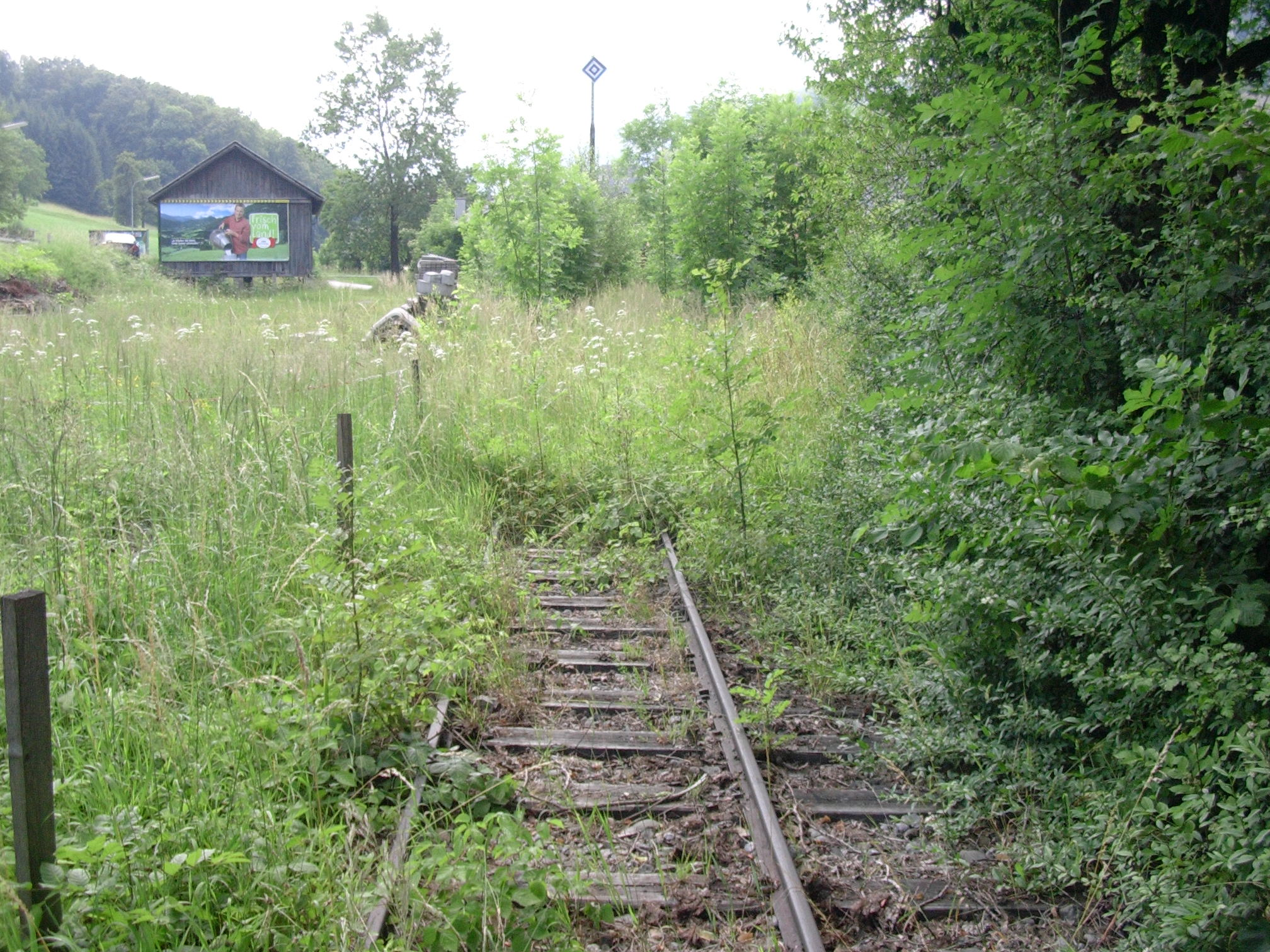
Das 1961 aufgelassene Umladegleis mit unter Spannung stehender Oberleitung bestand noch bis zum Umbau des Bahnhofes im Jahr 2015.

1961 wurde die nicht mehr benötigte Normalspurweiche beim Bahnhof abgetragen und der Rollwagen, der zum Transport von normalspurigen Triebfahrzeugen in die OKA-Werkstätte diente, verschrottet. 1962 beförderte die Straßenbahn 494.862 Personen und 14,7 Tonnen Güter. Die Popularität der Straßenbahn stieg somit wieder, der Gütertransport verlor allerdings zunehmend an Bedeutung.
Mit der Übersiedlung der Salzkammergut-Druckerei endete im selben Jahr auch der Zeitungstransport mit der Straßenbahn. Ein Jahr später wurde die Oberleitung auf das vollelastische System Kummler & Matter umgebaut, weshalb die alten Masten im Zentrum ersetzt wurden. Im gleichen Jahr erfolgte auch der Umbau der Ausweiche bei der Kraftstation.

### Einstellungsdiskussion

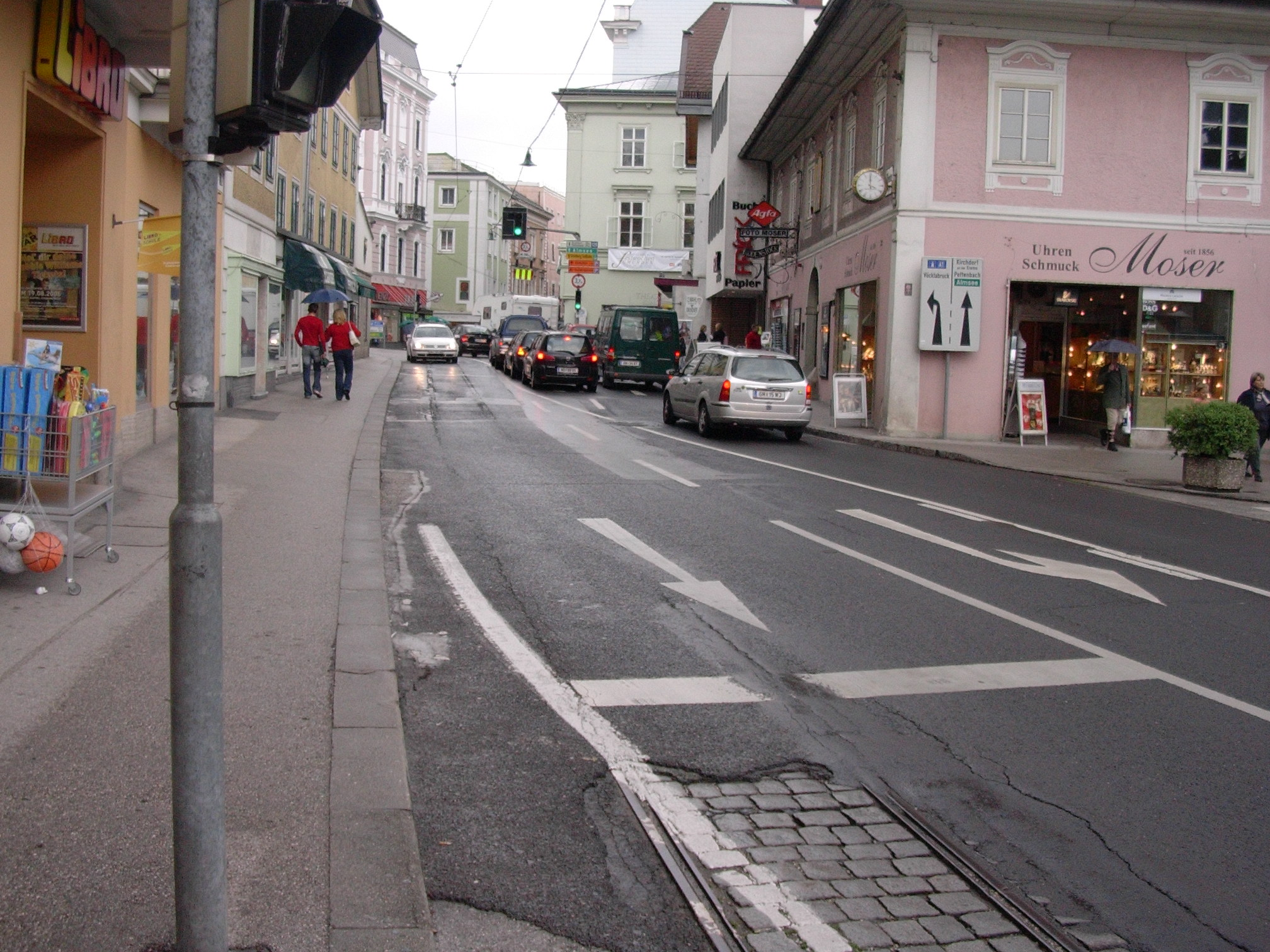
Endhaltestelle Franz-Josef-Platz, wie sie von 1975 bis 2015 bestand. Bis 1975 fuhr die Bahn weiter zum Rathausplatz.

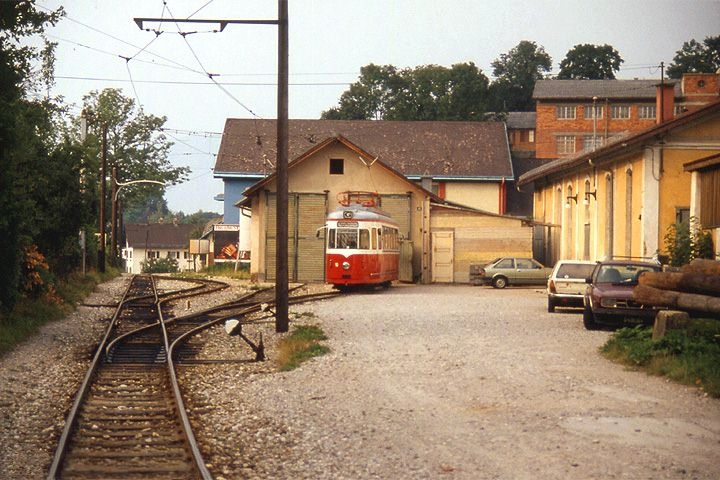
1983: Die Remise vor dem Umbau, rechts die Kraftstation

Entwicklung der Fahrgastzahlen von 1895 bis 2005

Der zunehmende Individualverkehr ließ die Straßenbahn in der Innenstadt immer stärker zum Verkehrshindernis werden. Infolge des in Seitenlage verlegten Schienenstranges kamen die aus Richtung Bahnhof kommenden Bahnen auf dem besonders engen Abschnitt Franz-Josef-Platz–Rathausplatz den Straßenverkehrsteilnehmern frontal entgegen. Am 6. Juni 1975 wurde dieser daher zugunsten des Kfz-Verkehrs stillgelegt. Das Gleis wurde noch 1975 überteert, was teilweise bis 2015 sichtbar war, da der Straßenbelag bis dahin nicht erneuert wurde. Ebenso war die Oberleitung noch vorhanden.
Seit der Verkürzung waren die Fahrgastzahlen rückläufig, was zu einer ersten Einstellungsdiskussion führte. Am 3. Juli 1978 wurde der wirtschaftliche Einmannbetrieb eingeführt. Die Kreuzungsvereinbarung erfolgt seitdem über Sprechfunk. Im gleichen Jahr wurden außerdem ölverzögerte Rückfallweichen bei der Haltestelle Tennisplatz eingebaut.
1989 stand die Straßenbahn erneut kurz vor der Einstellung. Um dies zu verhindern, startete der bereits mit der Planung des Busverkehrs beauftragte Leiter der Verkehrsabteilung von Stern & Hafferl, Otfried Knoll, auf eigene Initiative eine Befragung der Bevölkerung, ob die Straßenbahn wieder bis zum Rathausplatz geführt werden solle. Dazu wurde der Triebwagen GM 5 zwei Wochen lang als Eintragungslokal für das „Straßenbahn-Volksbegehren“ vor dem Rathaus aufgestellt. Mehr als 6000 Unterstützungserklärungen mit Name, Adresse und Unterschriften langten in kurzer Zeit ein. Der Erfolg war, dass sich die Gemeinde ernsthaft mit der Zukunft der Straßenbahn auseinandersetzen musste. Der damalige Bürgermeister Erwin Herrmann gründete zusammen mit dem Geschäftsführer der GEG den Verein Pro Gmundner Straßenbahn. Seine Idee war, mit den Mitgliedsbeiträgen der Unterzeichner die Deckung des Betriebsabganges der Straßenbahn zu bewerkstelligen. Stattdessen startete aber der als geschäftsführender Obmann wirkende Knoll eine Sympathiekampagne zwecks Bewusstseinsbildung für die Straßenbahn. Auch der in der Nähe von Gmunden lebende Schriftsteller Thomas Bernhard setzte sich kurz vor seinem Tod für die Straßenbahn ein, sein letztes öffentlich bekanntes Schriftstück war ein diesbezüglicher Leserbrief in einer Tageszeitung. Im gleichen Jahr fanden in der Adventzeit erstmals planmäßige Nostalgiefahrten mit dem Triebwagen GM 5 statt.
In einem Gutachten wurde 1990 erneut die Wiederverlängerung empfohlen. Aber auch wenn das Gleis zum Rathausplatz wieder freigelegt worden wäre, hätte es ausgetauscht werden müssen, weil die Schienen zuvor durch Straßen- und Kanalbauarbeiten mehrfach beschädigt wurden. Eine 1992 erfolgte Neuvermessung der Strecke ergab, dass die Steigung zehn und nicht wie ursprünglich angenommen 9,5 Prozent beträgt. Im September 1993 wurde die Straßenbahn in den Verkehrsverbund Gmunden (VVG) integriert. Seither fungiert die Stadt als Besteller der Verkehrsleistungen und bekommt im Gegenzug alle Einnahmen.
1994 wechselte die Zuständigkeit für die Straßenbahn vom Bund zum Land Oberösterreich. 1994 wurden an allen Stationen historische Haltestellenschilder aufgestellt, die der Verein Pro Gmundner Straßenbahn nach einem Original hatte anfertigen lassen.

### Modernisierung

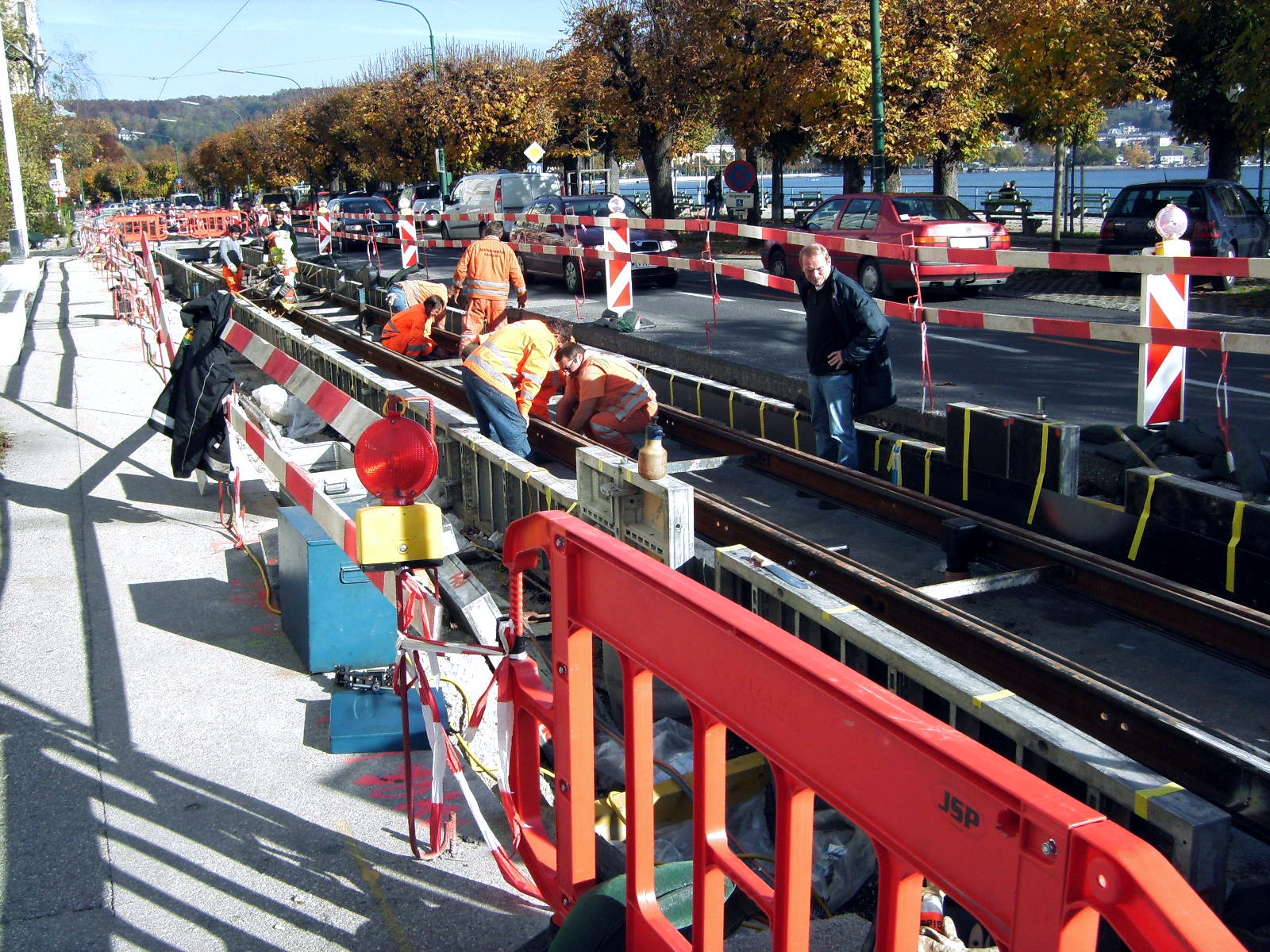
Gleisarbeiten auf der Esplanade

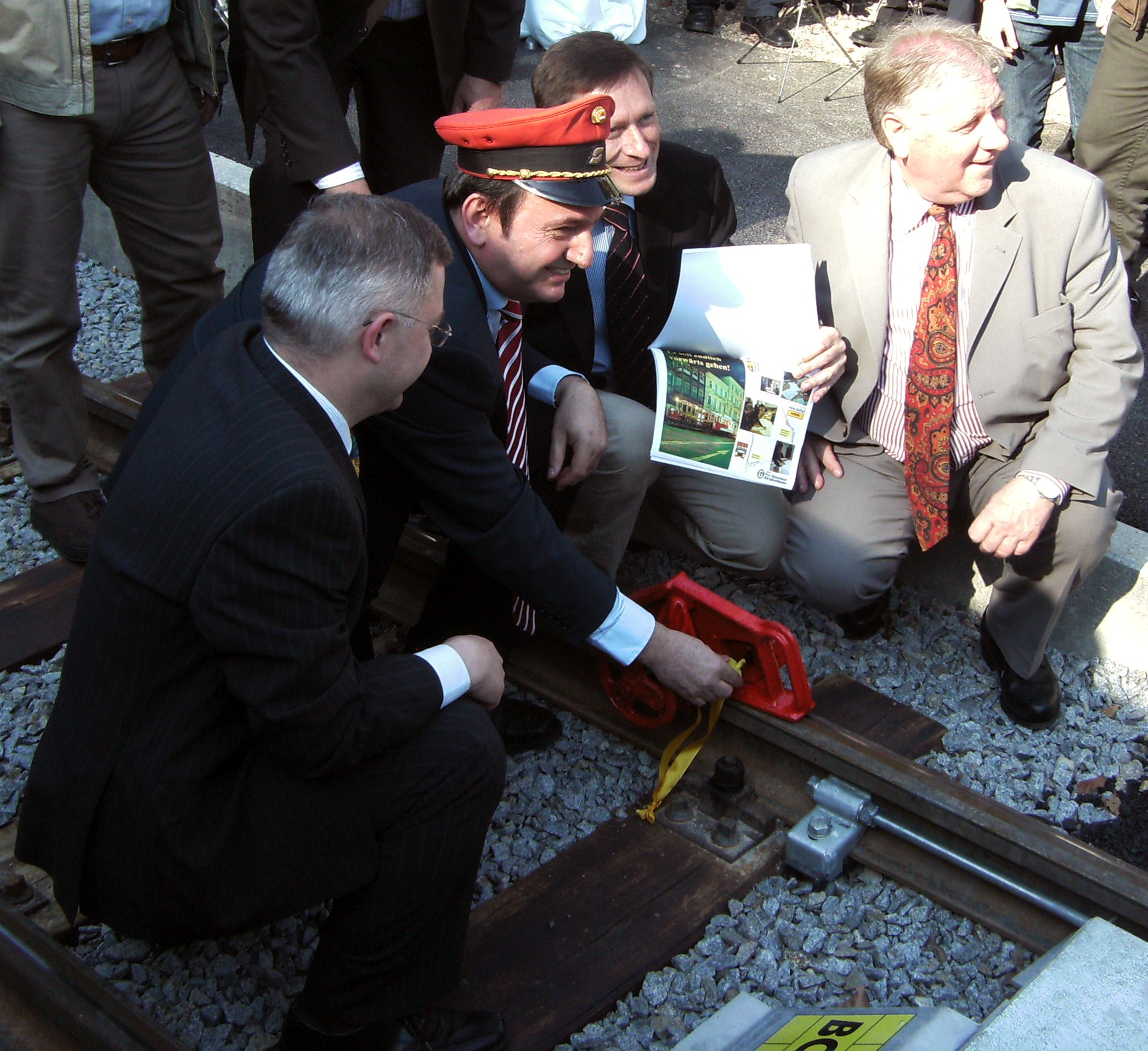
Symbolische Freigabe der neuen Ausweiche Tennisplatz

Am 26. November 1999 erfolgte die Einrichtung der provisorischen Haltestelle SEP bei der Ausfahrt des Salzkammergut Einkaufsparks. Gleichzeitig begann man zu untersuchen, ob eine Stichstrecke auf das SEP-Gelände gebaut werden kann. Hierfür wurden Detailpläne ausgearbeitet und das Projekt bereits einmal ausgeschrieben. Zwar konnte dieses Vorhaben aus finanziellen Gründen nicht realisiert werden, jedoch verlegte man alternativ die Haltestelle Kraftstation etwas nach Norden. Sie wurde als Ausweiche ausgeführt und in Gmundner Keramik umbenannt. Dadurch konnte die Betriebsausweiche Kraftstation entfallen. Die neue Anlage ging am 15. Oktober 2005 in Betrieb.
2004 war der Streckenabschnitt in der Kuferzeile wegen Sanierungsarbeiten komplett gesperrt. Neben der Gleiserneuerung und der Sanierung der Haltestellen erfolgte auch die Installation einer zeitgemäßen Sicherungstechnik. Die Haltestelle Keramik wurde umgebaut und erhielt eine Ausweiche. Die Ausweiche bei der Remise wurde dadurch entbehrlich und noch im gleichen Jahr abgetragen. 2005 später wurden die Remisenoberleitungsmasten erneuert und Sicherungsanlagen installiert. Im Juni 2006 wurde das Gleisbett in der Kuferzeile zwecks Schalldämmung an vier Stellen durchtrennt.
Zum 1. Juli 2006 wurde die Straßenbahn in den Oberösterreichischen Verkehrsverbund (OÖVV) integriert. Der Verkehrsverbund Gmunden besteht aber bis heute, so gibt es beispielsweise eine spezielle Familien-Jahreskarte, die nur in Gmunden gilt.
Zwischen 1. November und dem 7. Dezember 2007 wurde das Gleis zwischen Kuferzeile und Franz-Josef-Platz vollständig erneuert und mit einem Masse-Feder-System versehen. Außerdem erfolgte eine Verlängerung und Erhöhung der Bahnsteige.
2008 fand mit der Sanierung der Haltestellen Tennisplatz und Rosenkranz die bislang letzte große Baumaßnahme statt. Am 7. und 8. Feber wurde hierzu ein Großteil der neben dem Wartehaus befindlichen Bäume entfernt. Nach Abschluss der mehrwöchigen Vorbereitungsarbeiten wurde der Betrieb vom 10. bis zum 29. März eingestellt. Bei diesen Bauarbeiten kamen auch drei Zweiwegfahrzeuge zum Einsatz. Die Haltestelle Rosenkranz erhielt einen neuen verlängerten Bahnsteig. Zudem wurde ein Oberleitungsmast durch einen neuen Betonmast ersetzt und ein Zaun zum angrenzenden Grundstück errichtet.
Bei der Haltestelle Tennisplatz erfolgte die Abtragung des Gleisbetts, außerdem wurde ein Teil der neben der Ausweiche liegenden Wiese durch eine Stützmauer gesichert. Anschließend wurden die Trasse neu eingeschottert und die Schienen erneuert, wobei die bergwärts liegende Weiche nach oben versetzt wurde. Danach erfolgte die Aufstellung neuer Betonmasten samt neuer Ausleger und das Spannen eines neuen Fahrdrahts. Das Wartehäuschen der Haltestelle wurde erneuert, daneben ein neues Unterwerk errichtet, das am 18. Juni in Betrieb ging. Zwischen den beiden Gleisen der Ausweiche wurde ein neuer – im Vergleich zum alten Mittelbahnsteig längerer und breiterer – Bahnsteig errichtet. Daneben wurde ein neuer Verteilermast aufgestellt, er gewährleistet die Versorgung der drei Speiseabschnitte.
Beim Umbau der beiden Haltestellen wurde großer Wert auf die Barrierefreiheit gelegt. Die Kosten für die Erneuerung des Esplanadengleises und dem Umbau der Haltestellen Rosenkranz und Tennisplatz betrugen 1,5 Millionen Euro. Am 24. April 2008 fand ein Eröffnungsfest bei der Haltestelle Tennisplatz statt, bei dem die symbolische Freigabe der neuen Ausweiche nach einer Nostalgiefahrzeugparade durch Vize-Landeshauptmann Erich Haider erfolgte. Im August erhielt die Haltestelle Bezirkshauptmannschaft erstmals ein Wartehäuschen. Anlässlich der Oberösterreichischen Landesausstellung 2008 zum Thema Salzkammergut, bei der die Hauptausstellung in Gmunden war, wurden während des gesamten Ausstellungszeitraums Nostalgiefahrten angeboten.
Um der Gmundner Bevölkerung vorzuführen, wie ein moderner Straßenbahn- und Lokalbahnbetrieb aussehen könnte, organisierte der Verein Pro Gmundner Straßenbahn in Zusammenarbeit mit der Firma Siemens und Stern & Hafferl einen Probebetrieb mit einem aus Nordhausen angemieteten Combino-Niederflurtriebwagen. Vom 30. Juni bis zum 6. Juli 2003 wurde der Combino 107 der Straßenbahn Nordhausen auf dem Netz der Gmundner Straßenbahn und anschließend auf der Lokalbahn Gmunden – Vorchdorf erprobt. Er wurde per Tieflader angeliefert und auf den Gleisen vor der Remise abgeladen. Die Triebwagen GM 9 und 10 mussten für diesen Zeitraum auf dem bereits verwilderten, ehemaligen Umladegleis beim Bahnhof abgestellt werden, da der Combino allein eines der beiden Remisengleise in Anspruch nahm. Der Wagen verkehrte auch auf der Lokalbahn Gmunden–Vorchdorf. Im Gegenzug fuhr im Jahr 2004 der GM 100 für zwei Monate während der dortigen Landesgartenschau in Nordhausen. Die Transportkosten übernahm Siemens.
Zwischen dem 5. September und dem 1. Oktober 2008 wurden mit dem Cityrunner 305 der Innsbrucker Verkehrsbetriebe Testfahrten durchgeführt. Das Fahrzeug wurde in der Nähe der Haltestelle Bezirkshauptmannschaft abgeladen. Es erfolgten unter anderem Belastungstests, bei denen der Wagen mit 10,5 Tonnen Sandsäcken beladen wurde, um einen voll besetzten Zug zu simulieren. Alle Versuchsfahrten wurden von Mitarbeitern der Elin EBG und Bombardier Transportation überwacht. Nachdem die Tests erfolgreich abgeschlossen wurden, erfolgten Schulungsfahrten für das Gmundner Personal. Am 12. September wurde ein Fest anlässlich der ersten Fahrt des Cityrunners im Fahrgastbetrieb gegenüber der Haltestelle Franz-Josef-Platz veranstaltet. Dabei wurden unter anderem kostenlose Pendelfahrten mit dem Cityrunner zwischen Franz-Josef-Platz und Bezirkshauptmannschaft angeboten. Am 2. Oktober 2008 wurde der Triebwagen nach Innsbruck abtransportiert, wo er kurz darauf im Linienbetrieb eingesetzt wurde.
Zum Fahrplanwechsel am 14. Dezember 2014 wurde die Haltestelle „Grüner Wald“ aufgehoben.
In der Nacht 9./10. August 2017 fuhren im Rahmen von Probefahrten erstmals seit 1975 Straßenbahnen mittels der in der Theatergasse neu verlegten Oberleitung mit eigener Kraft auf den Rathausplatz und weiter geschoben durch das Trauntor. Auch der GM 8 und der GM 5 (von 1911, für touristische Zwecke vorgesehen) wurden erstmals durch das Trauntor geschoben, einer Passage mit besonders engem Kurvenradius.
Am 26. März 2017 wurde ein mehrwöchiger Testbetrieb mit einem Niederflurfahrzeug des Typs Vossloh Tramlink V3 begonnen.

## Betrieb vor dem Zusammenschluss mit der Traunseebahn

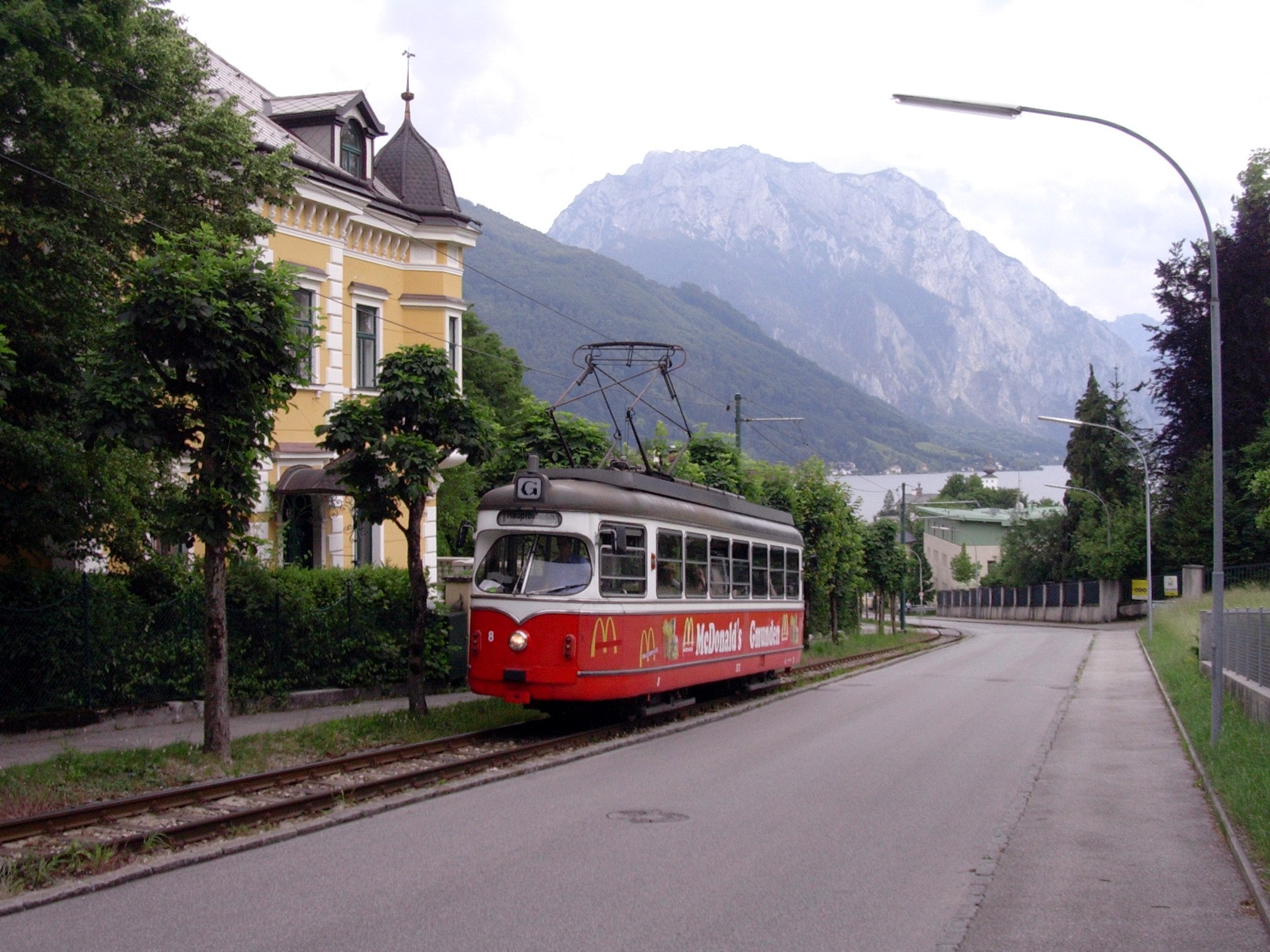
GM 8 auf dem steilsten Abschnitt

Die Betriebsspannung beträgt 600 Volt Gleichspannung, die Strecke ist für eine Höchstgeschwindigkeit von 40 Kilometern in der Stunde und acht Tonnen Achslast ausgelegt. Die Höchstgeschwindigkeit wird abschnittsweise durch kleine Tafeln vorgegeben, die an der Oberleitung angebracht sind (Geschwindigkeitstafel). Eine rot umrandete „2“ bedeutet beispielsweise, dass der nachfolgende Abschnitt mit maximal 20 km/h befahren werden darf. Inklusive der beiden Endstationen werden insgesamt acht Haltestellen bedient, alle sechs Zwischenstationen sind dabei sogenannte Bedarfshalte. Der mittlere Haltestellenabstand beträgt 331 Meter.

Die Fahrgastzahlen blieben in den letzten Jahren konstant im Bereich von 300.000 bis 320.000 Fahrgästen, 2006 waren es beispielsweise 318.393. An Schultagen befördert die Straßenbahn dabei bis zu 1400 Fahrgäste täglich. Die Fahrpreise werden vom Gmundner Gemeinderat festgelegt. Es gab bisher noch nie einen Unfall mit Personenschaden. Lediglich kleine Sachschäden bei Zusammenstößen mit Kraftfahrzeugen waren zu verzeichnen. Im Winter erfolgt die Schneeräumung je nach Schneelage mittels Schneepflug oder Bürste, welche am Triebwagen GM 5 angebaut werden.

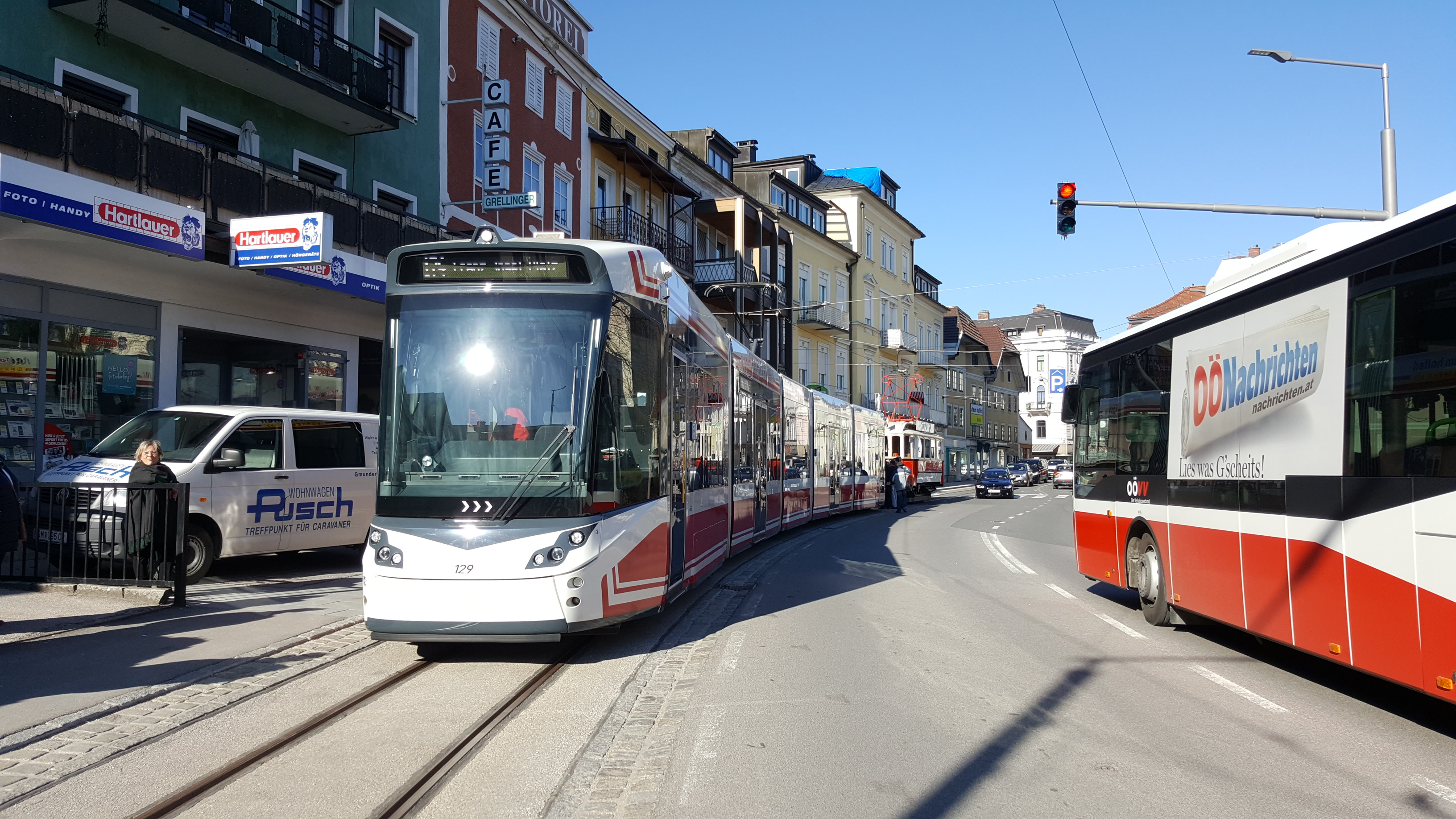
Tramlink im Testbetrieb und GM 5 an der Haltestelle Franz-Josef-Platz

### Nostalgiefahrten

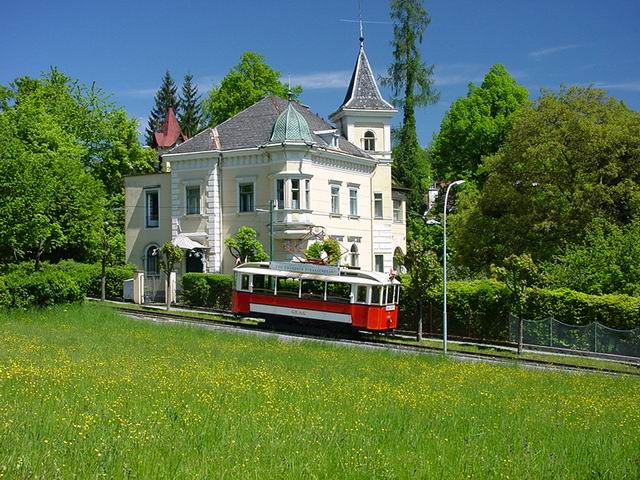
GM 5 auf Sonderfahrt

Neben dem regulären Betrieb werden zu bestimmten Feiertagen und Veranstaltungen auch Nostalgiefahrten durchgeführt. Im Juli und August finden diese jedes zweite Wochenende statt. Bei Schönwetter fährt der offene Sommertriebwagen GM 100, ansonsten GM 5. Für die Fahrten gilt ein Sondertarif, hierzu fährt ein Schaffner mit. Mitglieder von Pro Gmundner Straßenbahn dürfen kostenlos mitfahren.

### Personal
Die Straßenbahn beschäftigt sechs Mitarbeiter. Sie sind für die Bedienung der Triebfahrzeuge, den Fahrkartenverkauf sowie für Wartungsarbeiten und Reparaturen zuständig. Die Ausbildung zum Triebfahrzeugführer wird bei Stern & Hafferl durchgeführt. Sie dauert zwei Monate und beinhaltet Signal- und Fahrdienstvorschriften, Grundlagen der Elektrotechnik, elektrischer und mechanischer Aufbau der Fahrzeuge, Bremssystem, Bahnstromversorgung, Sicherheitseinrichtungen und Schulungsfahrten.

### Fahrplan

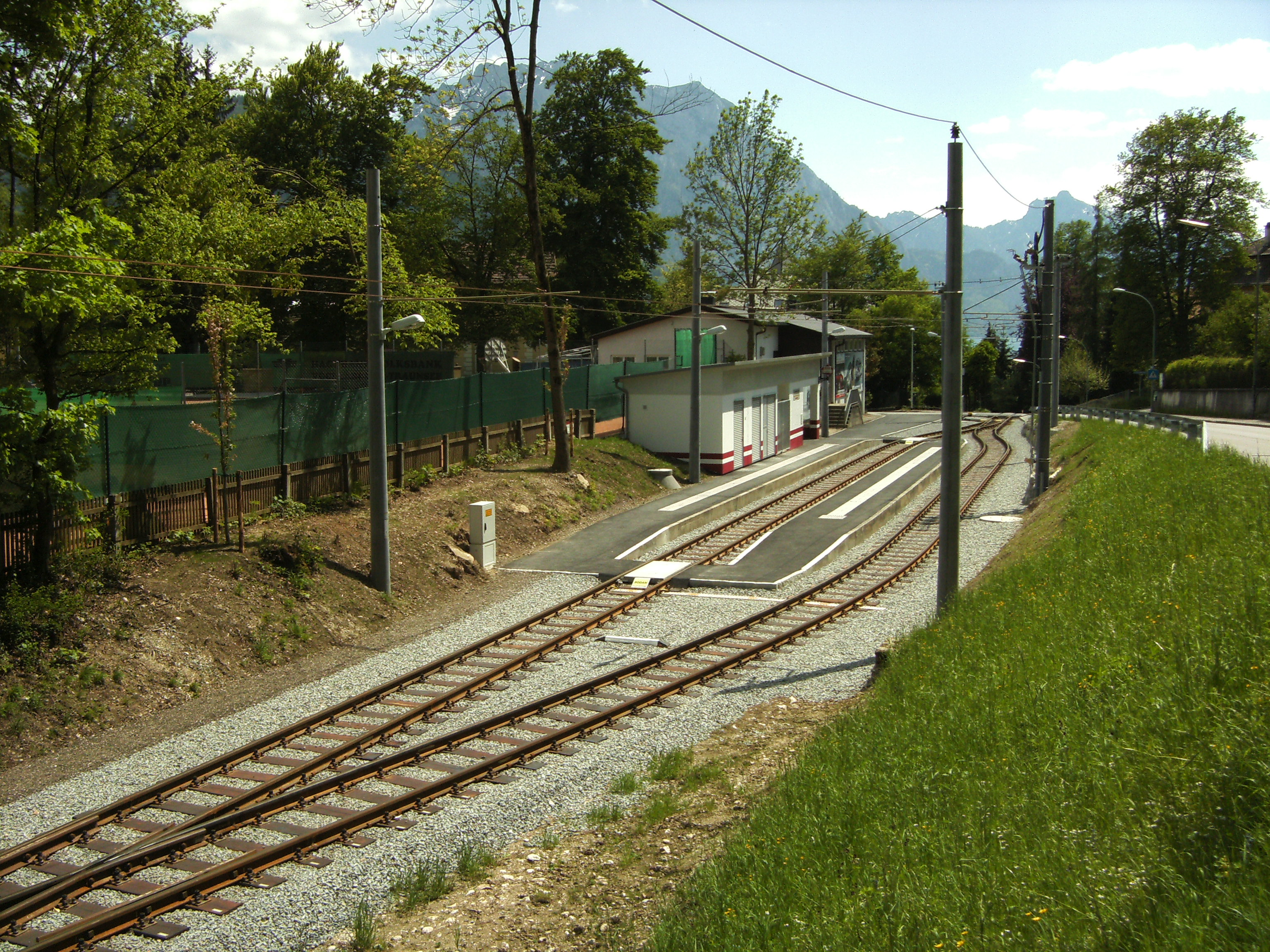
Die Ausweiche Tennisplatz

Bis zum Zusammenschluss mit der Traunseebahn verkehrte die Straßenbahn ganztägig in einem angenäherten 30-Minuten-Takt. Von Montag bis Freitag gab es in den Hauptverkehrszeiten einzelne Zusatzfahrten. Betriebsbeginn war montags bis freitags etwa um 5 Uhr, samstags um 6 Uhr und sonntags um 7 Uhr. An allen Tagen endete der Betrieb um 21 Uhr.
Grundlage für die Fahrplangestaltung der Straßenbahn war der Bahnverkehr auf der Salzkammergutbahn. Deren Züge kreuzen sich im Bahnhof Gmunden etwa zur Minute 30. Die Straßenbahn kam einige Minuten vorher am Bahnhof an und fuhr kurz nach der Zugkreuzung wieder von dort ab. Auf diese Weise wurde im Sinne eines ITF-Vollknotens ein Anschluss für alle Fahrgäste ohne längere Wartezeiten gewährleistet.
Der Verkehr wurde dabei überwiegend von einem Triebwagen allein abgewickelt, lediglich in den Hauptverkehrszeiten waren zwei Kurse gleichzeitig unterwegs. Planmäßig wurde bei der Ausweiche Tennisplatz und zeitweise auch an der Ausweiche Gmundner Keramik gekreuzt. Bei Verspätungen von ÖBB-Zügen konnte die Kreuzung am Tennisplatz ebenfalls zur Keramik verlegt werden.
Die Fahrt über die Gesamtstrecke dauerte neun Minuten, die mittlere Reisegeschwindigkeit betrug 14 km/h. Alle Zwischenhaltestellen waren Bedarfshalte. Als Besonderheit wurden die Fahrten – ungewöhnlich für eine Straßenbahn – mit Zugnummern im Fahrplan aufgeführt. Die Kurse in Richtung Franz-Josef-Platz trugen dabei ungerade Nummern, die Kurse in Richtung Bahnhof wurden mit geraden Nummern bezeichnet.

### Linienbezeichnung
Der Linienbuchstabe G für die Kurse zwischen Bahnhof und Franz-Josef-Platz diente vor allem der Abgrenzung von den Stadtbuslinien 1 bis 3. Obwohl in diesem Abschnitt nur eine Linie verkehrte, wurden alle Straßenbahnwagen konsequent mit „G“ beschildert. Ferner diente der Buchstabe G auch zur Unterscheidung von den anderen Stern-&-Hafferl-Strecken, bei denen die Linienbezeichnung jedoch nicht angeschrieben wurde. Beispielsweise stand „GV“ für Gmunden–Vorchdorf, „LH“ für Lambach–Haag am Hausruck, „LILO“ für die Linzer Lokalbahn, „LVE“ für Lambach–Vorchdorf-Eggenberg und „VA“ für Vöcklamarkt–Attersee. Die 2014 eingeführten durchgehenden Züge zwischen Gmunden Klosterplatz und Vorchdorf verkehren als Linie 161, wobei 161 die Streckennummer der Traunseebahn im Österreichischen Eisenbahn-Kursbuch ist. Der Tramlink verkehrte im Zuge eines Testbetriebs als Linie 174 auf der Straßenbahn. Auch hierbei handelte es sich um die Kursbuchstrecke.

## Betrieb heute
Aktuell wird werktags ein annähernder Viertelstundentakt zwischen dem Bahnhof Gmunden und Engelhof geboten, darüber hinaus verkehren halbstündlich Züge weiter nach Vorchdorf.

## Fahrzeuge

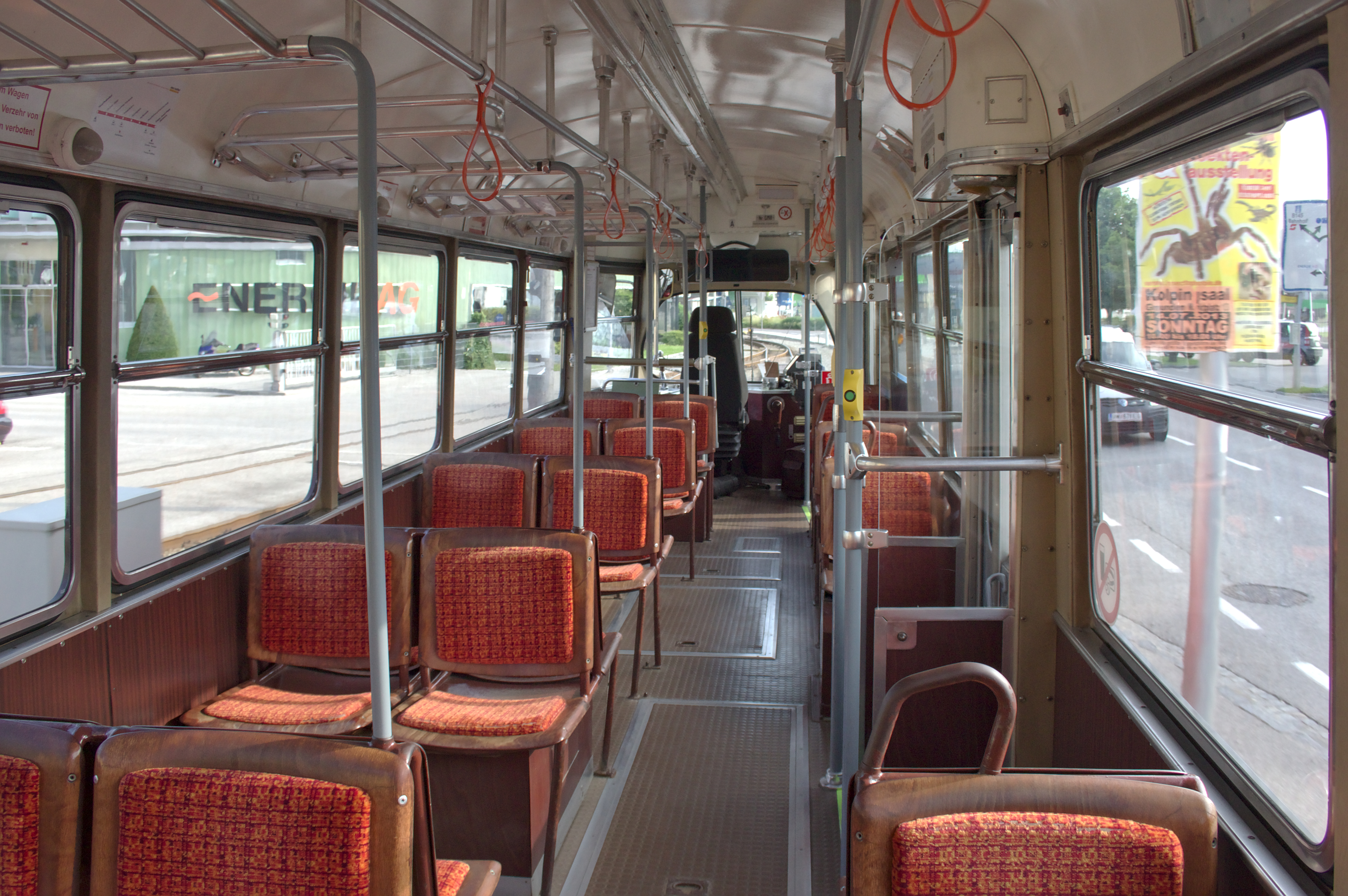
Innenansicht von GM 8, einem Zweirichtungsfahrzeug mit Türen auf nur einer Seite

### Geschichte
Anfangs standen der Lokalbahn vier zweiachsige Triebwagen zur Verfügung. Die achtfenstrigen Fahrzeuge mit offenen Plattformen stammten von J. Rohrbacher aus Wien und hatten eine elektrische Ausrüstung der Union-Elektricitäts-Gesellschaft aus Berlin. Zwei Wagen waren mit einem Gepäckabteil ausgestattet. 1911 wurde aufgrund des gestiegenen Verkehrsaufkommens der mit geschlossenen Plattformen versehene Triebwagen GM 5 bei der Grazer Waggonfabrik und den Österreichischen Siemens-Schuckert-Werken beschafft, er sollte bis 1962 das letzte Neubaufahrzeug der Gmundner Straßenbahn sein.
Weil die Ersatzteilbeschaffung kriegsbedingt immer schwieriger wurde, blieb der Triebwagen 2 von 1915 bis 1927 abgestellt.
Zwischen 1933 und 1938 wurden die Ursprungsfahrzeuge umgebaut:
- 1933: Umbau von Wagen 1 in Wien: Kobelverglasung der offenen Plattformen, danach trug er den Spitznamen „Aquarium“
- 1935: Umbau von Wagen 2: neuer Wagenkasten, acht Fenster, Oberlichtklappen, Tonnendach, Kobelverglasung und Trittbretter
- 1938: Umbau von Wagen 3: neuer Wagenkasten, acht Fenster, Oberlichtklappen, Tonnendach, Kobelverglasung und Trittbretter, Gepäckabteil entfernt

Der Wagen 4 wurde wegen der rückläufigen Fahrgastzahlen nicht mehr umgebaut und aufgrund von Platzmangel in Vorchdorf abgestellt, wo man ihn 1950 verschrottete.
1941 kamen zwei Fahrzeuge der normalspurigen Pressburger Bahn nach Gmunden. Der ehemalige Triebwagen Cmg 1612 kam nach seinem Umbau auf der Lokalbahn Vöcklamarkt–Attersee zum Einsatz. Der Umbau des Wagens 1534, ursprünglich ein Beiwagen, zögerte sich hingegen kriegsbedingt hinaus.
Gegen Ende des Krieges war der Einsatz eines zusätzlichen Triebwagens dringend notwendig, eine Neubeschaffung jedoch nicht möglich. Alternativ wurde der Triebwagen 2 der Straßenbahn Unterach–See herangezogen, er verkehrte dort nur in den Sommermonaten und war ursprünglich sogar für Gmunden gebaut worden. Er wurde in GM 6 umbenannt und am 30. Juli 1943 in Betrieb genommen. Der ursprünglich crème lackierte Triebwagen erhielt die rot-weiße Gmundner Farbgebung. Der GM 2 war seither nur noch Reserve. 1946 wurden die Triebwagen GM 5 und 6 mit Scherenstromabnehmern ausgestattet.
1951 konnte der GM 4 (II) fertiggestellt werden. Bei ihm wurden erstmals die auf der in Fahrtrichtung Rathausplatz gesehen rechten Seite nicht benötigten Einstiege verschlossen. Bei den anderen Fahrzeugen wurden die Trittstufen und Türöffnungen auf dieser Seite mit Planen abgedeckt. Im Laufe der Zeit wurde dann bei allen Wagen auf der bahnsteiglosen Seite ein Noteinstieg eingebaut. Die Trittbretter verblieben zunächst noch, wurden aber später entfernt. Das Fahrzeug war mit Fahrschaltern des Typs SPII und TS70-Motoren von Ganz ausgerüstet und trug von Anfang an einen Scherenstromabnehmer. Neben einer gewöhnlichen Feststellbremse verfügte der Triebwagen über eine Schienenbremse der Bauart Jores-Müller. Er hatte vier große Seitenfenster und bot bei einem Sitzteiler von 2+1 24 Sitzplätze. Am 2. Juli 1951 erfolgte die vorläufige Inbetriebnahme, am 31. Juli die amtliche Abnahmefahrt.
Darüber hinaus konnte 1951 ein weiterer Neuzugang verzeichnet werden. Da die Straßenbahn Unterach–See eingestellt wurde, gelangte der Triebwagen SM 1 nach Gmunden und wurde als GM 7 eingereiht. Der Triebwagen unterschied sich vom GM 6 durch die in der Seitenwand befindliche Tür, die durch zwei Fenster ersetzt wurde. Ab dem 30. Mai 1952 stand der GM 7 für den Plandienst zur Verfügung.
Die immer stärker werdende Konkurrenz durch den Individualverkehr veranlasste das Unternehmen einen modernen vierachsigen Großraumwagen zu beschaffen. Er sollte entscheidend zur Modernisierung der Straßenbahn beitragen. Am 19. Jänner 1962 wurde das neue Fahrzeug in Betrieb genommen und als GM 8 bezeichnet. Der GM 6 wurde dadurch entbehrlich und verkehrte fortan als Beiwagen auf der Attergaubahn. Ab 1969 übernahmen die Triebwagen GM 5 und 8 den Verkehr, die Wagen GM 4 und 7 waren nur noch Reserve.
Zwecks weiterer Modernisierung kaufte man 1974 die drei Duewag-Großraumwagen 340, 341 und 347 von den Vestischen Straßenbahnen an. Während der Wagen 340 nach dem Ausbau aller brauchbaren Ersatzteile im April 1978 verschrottet wurde, gelangten die Wagen 347 im Jahr 1977 als GM 9 und 341 im Juli 1983 als GM 10 in Betrieb. Die beiden Fahrzeuge unterscheiden sich bezüglich ihrer Inneneinrichtung, so verfügen sie beispielsweise über unterschiedliche Sitze. Bei beiden wurden die Türen auf der nicht mehr benutzten Fahrzeugseite verschlossen.
Anlässlich des hundertjährigen Jubiläums der Bahn kam 1994 der Sommerbeiwagen 101 der ehemaligen Straßenbahn Klagenfurt nach Gmunden. Zusammen mit dem Triebwagen GM 5 fanden zahlreiche Nostalgiefahrten statt, erstmals gab es damit bei der Gmundner Straßenbahn einen Beiwagenbetrieb.
1995 gelangte der GM 100 der Pöstlingbergbahn nach Gmunden. Der Klagenfurter Wagen 101 war ein weiteres Mal zu Gast, in Erinnerung an die Pferdeeisenbahn Budweis–Linz–Gmunden fungierte er als Pferdebahnwagen.
Die bis zum Zusammenschluss eingesetzten Fahrzeuge befinden sich im Besitz der GEG Elektro und Gebäudetechnik, lediglich der GM 100 gehört der Stadt Gmunden. Meist waren die Wagen GM 8 und 10 im Einsatz, während der GM 9 als Reserve diente. Alle Fahrzeuge sind mit Steckkupplungen – die aber nur im Störfall Verwendung fanden – und Sandstreueinrichtungen ausgestattet. Die Sandkästen befinden sich im Fahrgastraum und fassen 80 Kilogramm. Der verwendete Quarzsand wird in einem Silo neben der Remise gelagert. Der GM 100 verfügt als einziger über einen Lyra-Stromabnehmer, dieser muss bei jeder Fahrtrichtungsänderung manuell gedreht werden. Eine Rückspeisung von Bremsenergie in das Fahrleitungsnetz besteht nicht, da die alten Triebwagen nicht über die hierfür notwendigen Einrichtungen verfügen. Der GM 10 verfügte als einziges Fahrzeug über eine Spurkranzschmierung.
Obwohl es sich um Zweirichtungsfahrzeuge handelt, besitzen die drei Plandienstfahrzeuge nur auf einer Seite Einstiege. Dies ist nur deshalb möglich, weil alle Bahnsteige auf der gleichen Seite angeordnet sind, nämlich in Fahrtrichtung Franz-Josef-Platz gesehen links. Diese recht seltene Betriebsform kann heute unter anderem noch bei der Kirnitzschtalbahn, der Drachenfelsbahn oder der Bahnstrecke Triest–Opicina beobachtet werden.

### Tabelle gegenwärtiger Bestand
| Nummer           | Bild | Hersteller          | Elektrik                       | Baujahr   | Länge     | Achsstand | Achsfolge | Gewicht | v/max   | Leistung | Platzangebot               | Bemerkungen                                                                                                 |
| ---------------- | ---- | ------------------- | ------------------------------ | --------- | --------- | --------- | --------- | ------- | ------- | -------- | -------------------------- | --- |
| 121–123, 127–131 |      | Vossloh Kiepe       | Vossloh Kiepe                  | 2016–2017 | 31 860 mm |           | Bo’2’Bo’  |         | 70 km/h | 400 kW   |                            | Planfahrzeuge; gemeinsamer Fahrzeugpark mit der Traunseebahn; Wagen 124–126 im Einsatz bei der Attergaubahn |
| GM 100           |      | Grazer Waggonfabrik | UEG                            | 1898      | 06800 mm  | 2000 mm   | Bo        | 08,8 t  | 14 km/h | 040,8 kW | 24 Sitz- und 2 Stehplätze  | von der Pöstlingbergbahn übernommen                                                                         |
| GM 5             |      | Grazer Waggonfabrik | Österr. Siemens-Schuckertwerke | 1911      | 09080 mm  | 3600 mm   | Bo        | 11,0 t  | 30 km/h | 052 kW   | 32 Sitz- und 8 Stehplätze  | |
| GM 8             |      | Lohner-Werke        | Kiepe                          | 1961      | 13 400 mm | 1800 mm   | B’B’      | 16,0 t  | 60 km/h | 200 kW   | 37 Sitz- und 32 Stehplätze | remisiert                                                                                                   |
| GM 601           |      | Eigenbau            |                                |           |           |           |           |         |         |          |                            | zweiachsiger Rollwagen                                                                                      |
| GM 602           |      | Eigenbau            |                                |           |           |           |           |         |         |          |                            | zweiachsiger Rollwagen                                                                                      |

### Tabelle ehemaliger Fahrzeuge und Arbeitswagen
| Nummer   | Bild | Hersteller                | Elektrik | Baujahr | Länge     | Achsstand | Achsfolge | Gewicht | v/max   | Leistung    | Bemerkungen |
| -------- | ---- | ------------------------- | -------- | ------- | --------- | --------- | --------- | ------- | ------- | ----------- | --- |
| GM 1     |      | J. Rohrbacher             | Union    | 1894    | 08000 mm  |           |           | 06,6 t  |         | 2 × 13 kW   | 1911 erstmals umgebaut; 1952 verschrottet |
| GM 2     |      | J. Rohrbacher             | Union    | 1894    | 08000 mm  |           |           | 06,6 t  |         | 2 × 13 kW   | 1944 an Unterach-See im Tausch für Gmunden 6 1952 StH Beiwagen B2i 20.204 später 26.204 Kasten 1963 verschrottet. Rahmen als Unkrautvertilgungswagen benutzt bis 1980 |
| GM 3     |      | J. Rohrbacher             | Union    | 1894    | 08000 mm  |           |           | 06,6 t  |         | 2 × 13 kW   | 1957 an StH als Beiwagen B2i 20.205 (später 26.205) 1977 an die Lendcanaltramway verkauft |
| GM 4I    |      | J. Rohrbacher             | Union    | 1895    | 08000 mm  |           |           | 06,6 t  |         | 2 × 13 kW   | 1950 verschrottet |
| GM 4II   |      | Ganz                      | Ganz     | 1913    | 09530 mm  |           |           | 13 t    |         | 2 × 40,5 kW | 1983 an die Museumstramway Mariazell–Erlaufsee verkauft |
| GM 6     |      | Grazer Waggonfabrik       | Siemens  | 1907    | 08700 mm  |           |           | 10,3 t  |         | 2 × 25,5 kW | 1962 an Vöcklamarkt–Attersee als Beiwagen B2i 20.220 dort vorhanden |
| GM 7     |      | Grazer Waggonfabrik       | Siemens  | 1907    | 08700 mm  |           |           | 10,3 t  |         | 2 × 25,5 kW | an die Lokalbahn Ebelsberg–St. Florian verliehen und auf 900 Millimeter umgespurt |
| GM 9     |      | DUEWAG                    | Kiepe    | 1952    | 14 300 mm | 1700 mm   | Bo’Bo’    | 17,0 t  | 70 km/h | 200 kW      | 38 Sitz- und 52 Stehplätze ehemals Vestische Straßenbahnen 347; abgestellt in Deutschland (verkauft an Privat) |
| GM 10    |      | DUEWAG                    | Kiepe    | 1952    | 14 300 mm | 1700 mm   | Bo’Bo’    | 17,0 t  | 70 km/h | 200 kW      | 38 Sitz- und 52 Stehplätze ehemals Vestische Straßenbahnen 341; ist 2020 an die Bergische Museumsbahn Wuppertal verkauft worden, Ersatzteile für den ebenfalls von den Vestischen Straßenbahnen stammenden Triebwagen 342 entnommen, beide Wagenenden entfernt, als zukünftiger Simulator vorgesehen. Restlicher Wagenkasten wurde verschrottet. |
| 101      |      | Grazer Waggonfabrik       |          | 1926    |           |           |           |         |         |             | Sommerbeiwagen aus Klagenfurt, 1994 zur 100-Jahr-Feier in Gmunden |
| 107      |      | Siemens                   | Siemens  | 2002    | 20 048 mm |           |           | 24 t    |         | 400 kW      | vom 30. Juni bis zum 6. Juli 2003 zu Testzwecken in Gmunden |
| 305      |      | Bombardier Transportation | ELIN     | 2008    | 27 600 mm |           |           | 37,9 t  |         | 544 kW      | vom 5. September bis zum 2. Oktober 2008 zu Testzwecken in Gmunden, dieser Typ war als Tw 307 und 320 auf der Lokalbahn Gmunden-Vorchdorf im Dienst |
| X 23.641 |      | Eigenbau                  |          | 1913    |           |           |           | 03,5 t  | 25 km/h | 020 kW      | Turmwagen mit Hilfsmotor, in Vorchdorf abgestellt ohne Aufbau |

### Nummerierung
Stern & Hafferl nummerierte die Fahrzeuge bis 1943 generell mit zwei Buchstaben und einer Zahl, dabei gab der erste Buchstaben den Betrieb an (G für Gmunden, S für Seetram Unterach, E für Ebelsberg, V für Vorchdorf usw.), der zweite den Fahrzeugtyp (M für Motorwagen, P für Personenwagen, G für Güterwagen usw.) und die Zahl war eine fortlaufende Nummer. Das 1942 eingeführte Nummerierungsschema wurde nur für die Eisenbahnen verwendet, bei den Straßenbahnen blieben die bisherigen Nummern bestehen. Gelegentlich wurden Nummern ein zweites Mal besetzt, in Gmunden gilt dies für GM 4. Der offene Triebwagen GM 100 (ex Pöstlingberg IV) ist ein Sonderfall, er wurde auf Wunsch des Vereins Pro Gmundner Straßenbahn so bezeichnet.
Die beiden Rollwägelchen GM 601 und 602 sind nach dem Schema anderer Stern & Hafferl-Bahnen nummeriert, da bei der Straßenbahn nur Nummern für Triebwagen vorgesehen sind. Das GM vor der Nummer der beiden „Bahnwagerl“ soll auf die Zugehörigkeit zur Gmundner Straßenbahn hinweisen.

## Infrastruktur

### Strecke

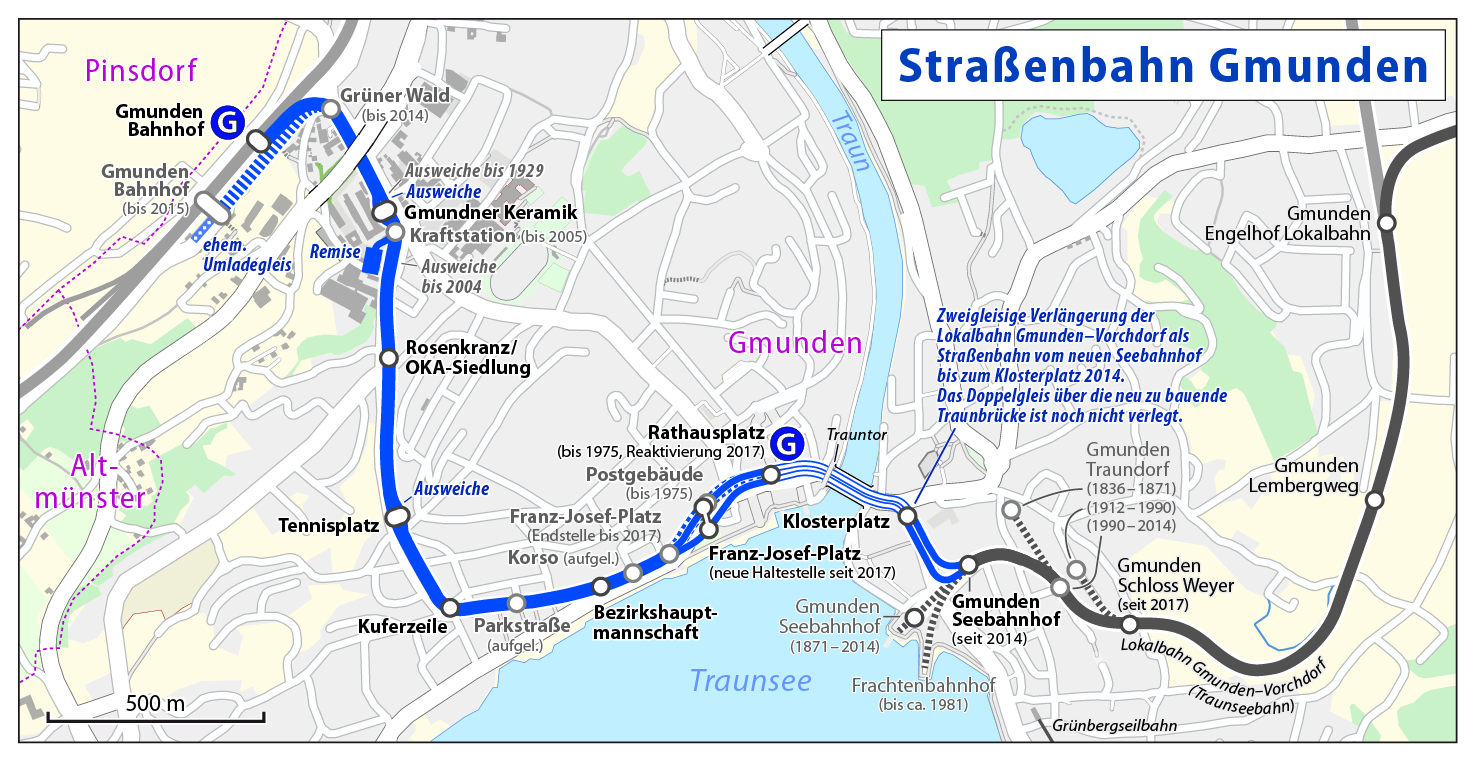
Karte der Straßenbahn Gmunden

Die ursprüngliche Strecke der Gmundner Straßenbahn ist durchweg eingleisig. Nur die beiden Haltestellen Keramik und Tennisplatz verfügen über Ausweichgleise. An den beiden Endhaltestellen endete die Strecke bis 2015 stumpf ohne Ausweichgleis.
Anfangspunkt der Straßenbahn war bis 2015 die auf dem Bahnhofsvorplatz gelegene Haltestelle Bahnhof, seither ist sie in den Bahnhof integriert. Bis vor einigen Jahren hieß diese bei der Straßenbahn noch Hauptbahnhof, obwohl die Staatsbahn ihn nur zwischen 1944 und 1946 als Hauptbahnhof führte. Für die Fahrtzielanzeigen der Triebwagen gilt dies bis heute. An die Haltestelle Bahnhof schloss das ehemalige Umladegleis an, das stumpf endete.
Vom Bahnhof aus folgte die Strecke der Bahnhofstraße rechtsseitig und passierte kurz vor der Haltestelle Grüner Wald den mit 40 Metern Radius engsten Gleisbogen. Hier mündet die Neubaustrecke vom Bahnhof ein. Die Haltestelle Grüner Wald wurde bereits 2014 aufgehoben. An dieser Stelle durfte nur mit maximal 15 Kilometern in der Stunde gefahren werden. Beim Kreisverkehr nach der Haltestelle Gmundner Keramik (alt: Kraftstation) wechselt die Bahn in die Alois-Kaltenbruner Straße, welche sie kurz darauf auch überquert. Dort befindet sich auch der Kulminationspunkt der Strecke. Anschließend folgt der steilste Streckenabschnitt. Bei der Einmündung der Arkadenstraße endet der eigene Bahnkörper, ab dort ist das Gleis im Straßenplanum verlegt. Später folgt die Straßenbahn der Kuferzeile – die eine Einbahnstraße ist, von der Straßenbahn aber in beide Richtungen befahren werden darf. In der Innenstadt biegt sie dann schließlich nach links in die Esplanade ein, wo die Straßenbahn wiederum unabhängig vom Individualverkehr trassiert ist, wenngleich auch dort Rillenschienen verwendet werden.
Am Franz-Josefs-Platz beginnt seit 2015 der zweigleisige Abschnitt. Die Haltestelle Franz-Josef-Platz ist beidseitig als Seitenbahnsteig ausgeführt. Die Strecke verläuft (seit September 2018) in weiterer Folge im Mischverkehr entlang der Theatergasse zur Haltestelle Rathausplatz und entlang der Kammerhofgasse bis zum Trauntor. Nach dessen Durchfahrt überquert die Straßenbahn den Abfluss des Traunsees und biegt rechts in die Inselhaltestelle Klosterplatz ein. Sie folgt der Traunsteinstraße bis zum ebenfalls als Inselhaltestelle ausgeführten Seebahnhof. Ab dort folgt sie der Strecke der Traunseebahn bis Gmunden Engelhof, wo seit 2018 die Systemgrenze zwischen Straßenbahn und Vorortsbahn liegt.
Auf der ursprünglichen Straßenbahnstrecke bis zum Franz-Josefs-Platz sind sechs Weichen vorhanden, davon vier Rückfallweichen im Bereich der beiden Ausweichen und zwei manuell zu stellende im Remisenbereich. Alle sind mit einer Weichenheizung ausgestattet. Die beiden Ausweichen werden im Linksverkehr befahren. Es werden Rillenschienen des Typs Ri 60, Vignolschienen der Typen S 33 und S 49 und Schienen des Typs XXIV verwendet. Fünf der acht Haltestellen verfügen über Wartehäuschen verschiedener Bauarten. Mit der Eröffnung der neuen Endstelle am Bahnhof kam eine siebte Weiche dazu.
Die doppelspurige Neubaustrecke beginnt mit der als Rückfallweiche ausgeführten Rillenschienen-Spaltweiche vor der Haltestelle Franz-Josefs-Platz. Am Klosterplatz ist ein Gleiswechsel mit zwei Rillenschienenweichen vorhanden. Bei der Ausfahrt Seebahnhof führt eine Rückfallweiche die Doppelspur wieder zu einer Einspur zusammen. An der Einfahrt Gmunden Engelhof führt die erste Weiche die städtischen Kurse ins Stumpfgleis 1. Die Züge Richtung Vorchdorf fahren über eine weitere Weiche ins Gleis 3. Das Gleis 2, das noch eine Weiche zu einem Abstellgleis beinhaltet, dient normalerweise den Zügen von Vorchdorf, es kann aber auch als Wendegleis für die Fahrten der historischen Triebwagen verwendet werden. Nach der Rückfallweiche, die Gleis 2 und 3 zum Streckengleis zusammenführt, folgt die Trennstelle, ab der die alten Straßenbahnwagen nicht mehr weiterfahren dürfen. Insgesamt hat der Bahnhof Engelhof 4 Weichen, vom Bahnhof bis zur Trennstelle sind es 15.

### Remise

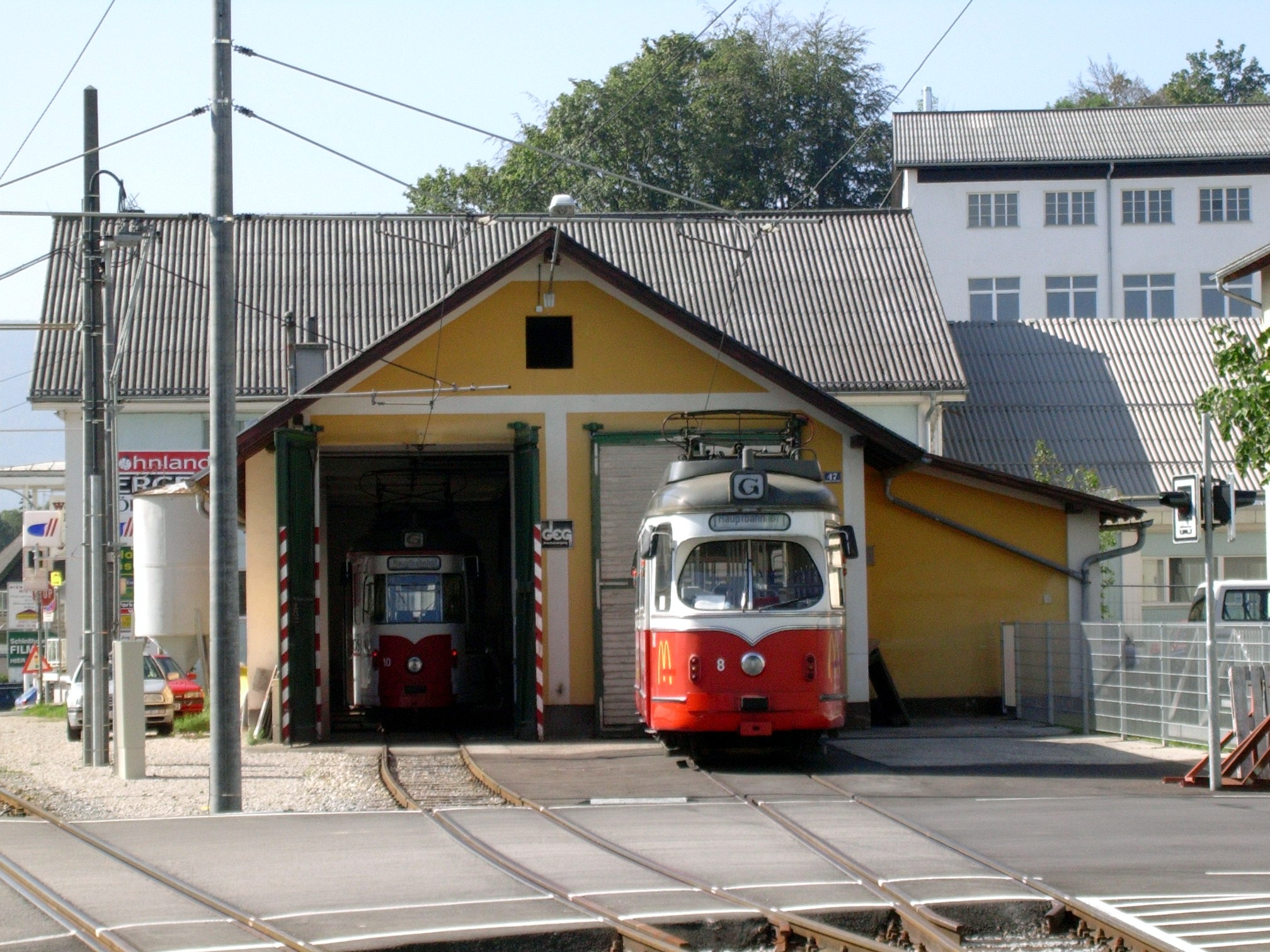
GM 10 bei Wartungsarbeiten in der Remise

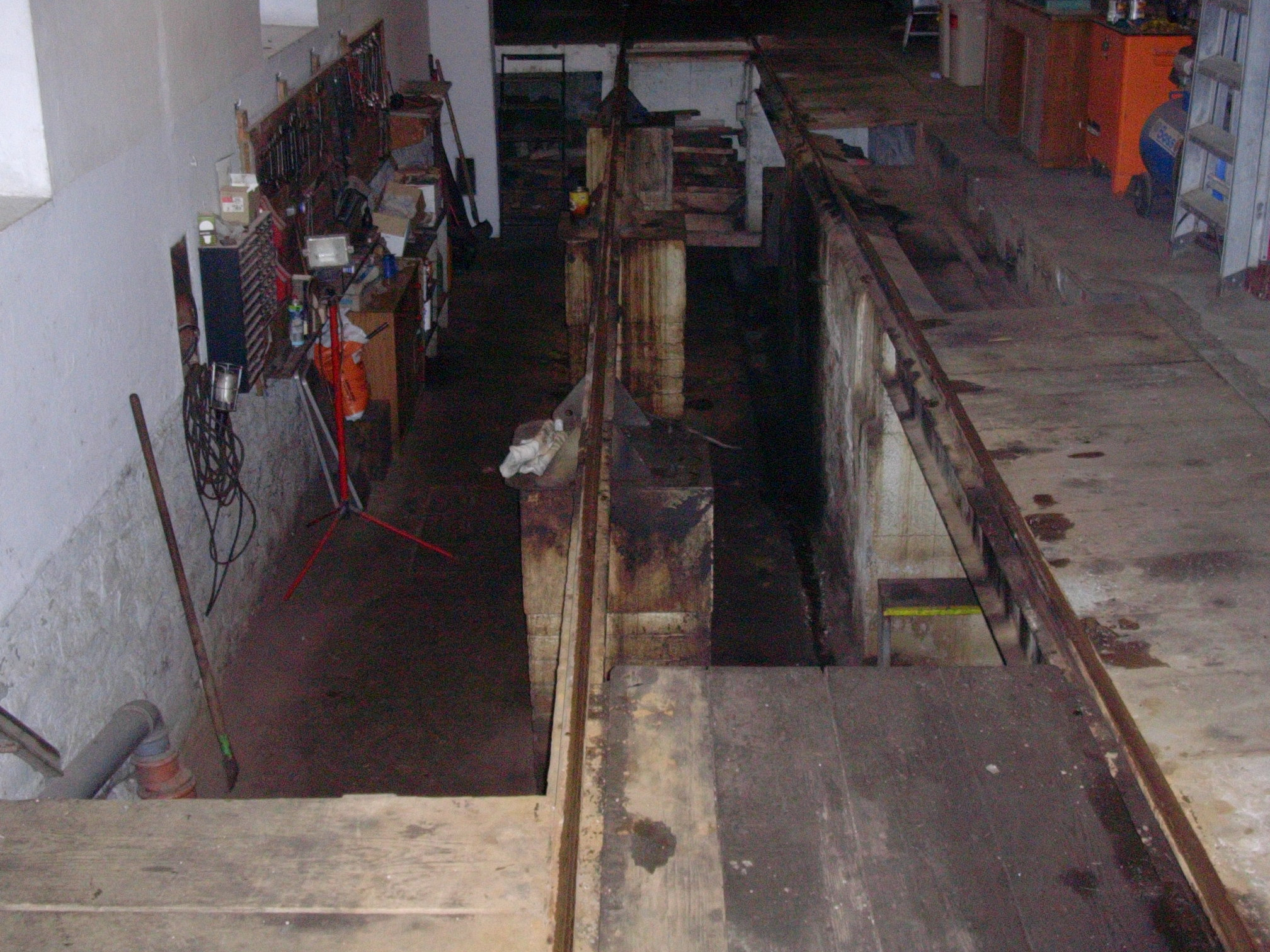
Die Werkstattgrube

In der Remise in der Alois-Kaltenbruner-Straße 47 werden kleine Reparaturen durchgeführt, für größere werden die Triebfahrzeuge via Tieflader in die Hauptwerkstätte nach Vorchdorf gebracht. Dies kam bisher nur zweimal vor – zur Hauptuntersuchung und Hauptausbesserung von GM 8. Um Reparaturen an der Unterseite der Fahrzeuge durchführen zu können, verfügt die Remise über eine Werkstattgrube. Arbeiten am Dach der Fahrzeuge können nur mit Hilfe von Leitern durchgeführt werden. Die Remise beinhaltet neben der Abstellhalle für die Fahrzeuge auch einen Gemeinschaftsraum, sanitäre Einrichtungen, ein Nostalgie-Zimmer und ein Magazin, in dem sämtliche Ersatzteile sowie Lacke und Schmieröl gelagert werden. Außerhalb des Gebäudes wurden die beiden Schneeräumer sowie ein betriebsfähiger Scherenstromabnehmer gelagert.
Die Remise musste bereits zweimal verlängert werden: Das war erstmals 1911 der Fall, denn der neue Triebwagen GM 5 war bedeutend länger als die älteren Fahrzeuge der Gmundner Straßenbahn. 1974 erfolgte der zweite Ausbau. Im Dezember 2006 wurden kleinere Ausbesserungsarbeiten an der Rückseite des Gebäudes vorgenommen. Neben Wartungsarbeiten wird die Remise auch gelegentlich für Feste genutzt. Immer wieder forderten Anrainer, die Remise in einen ansehnlicheren Zustand zu versetzen. Bei der Generalversammlung von Pro Gmundner Straßenbahn im Jahr 2005 wurde dieser Vorschlag angenommen.

### Oberleitung und Unterwerk
Die gegenüber ihren Aufhängungspunkten zweifach isolierte Einfachfahrleitung besteht aus einer Kupfer-Silber-Legierung. Die Aufhängung erfolgt mittels 37 an Gebäuden und Straßenlaternen montierten Querdrähten und 59 Masten; darunter 24 grüne Siemens-Masten, fünf Holzmasten, 17 modernisierte Gusseisenmasten mit neuen Auslegern, ein Metallmast und sieben Betonmasten (Stand 2010). Im Oktober 2010 wurde der Fahrdraht teilweise erneuert. Anfang August 2018 wurden die fünf noch vorhandenen Gusseisenmasten von 1894 gegen neue Masten ersetzt. Die Stromversorgung der Bahn erfolgt durch ein Unterwerk an der Haltestelle Tennisplatz, der Strom wird von der Energie AG Oberösterreich bezogen. Bei der Ausweiche Tennisplatz und bei der Remise befinden sich Trennstellen. Die Strecke ist in die drei Speiseabschnitte Franz-Josefs-Platz–Tennisplatz, Tennisplatz–Remise und Remise–Bahnhof unterteilt. Darüber hinaus können auch die Ausweiche Tennisplatz und die Remisenoberleitung selbst separat eingeschaltet werden. Die Stromzufuhr kann entweder zentral vom Unterwerk geschaltet werden oder abschnittsweise an zwei Schaltmasten, die sich neben der Ausweiche Tennisplatz und der Remise befinden. Letzterer ist mit einem Schloss gesichert.

### Sicherungstechnik

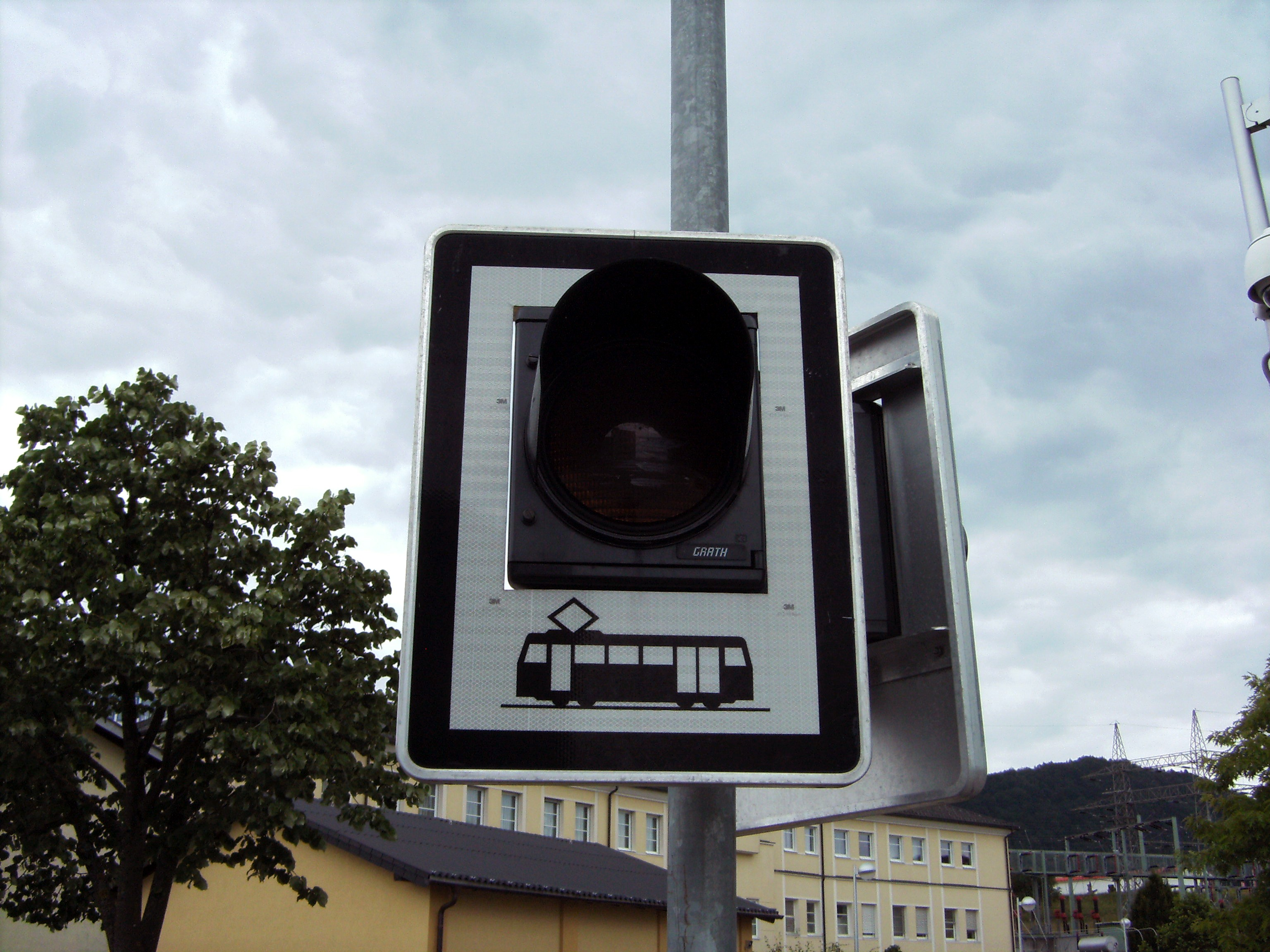
Sicherungsanlage in der Alois-Kaltenbruner-Straße

Die vier Rückfallweichen sind mit einem blauen Weichensignal gesichert. Dieses leuchtet, wenn sich die Weiche in geschlossenem Zustand befindet, das heißt geradeaus gestellt ist. Zusätzlich wird die Stellung der Weichen durch die Weichensignale angezeigt. Die Abzweigweiche zur Remise ist zusätzlich abgesichert, die Weichenzungen werden dabei in der Stellung „Fahrtrichtung gerade“ festgehalten. Die Stellung der Weiche kann auch bei Betätigung des Handstellgewichts nicht verändert werden, sie ist durch eine ergänzende Sperre gesichert.
Die Streckenabschnitte bei der Remise und in der Kuferzeile sind mit Sicherungsanlagen ausgestattet. In der Nähe der Remise sind sechs Signale angebracht, die zu blinken beginnen, wenn ein Wagen einen Schienenkontakt passiert. Auf der Kuferzeile sendet ein Oberleitungskontakt einen Impuls an das Signal, das kurz darauf zu blinken beginnt und vor einem nahenden Triebwagen warnt. Dort sind drei solcher Signale vorhanden. Alle anderen Bahnübergänge sind entweder gar nicht gesichert, oder verfügen über ein Vorfahrtsschild mit einem zusätzlichen Straßenbahnsymbol.

## VereinPro Gmundner Straßenbahn
Seit seiner Gründung im Jahr 1989 engagiert sich der Verein Pro Gmundner Straßenbahn für den dauerhaften Erhalt der Strecke. Er wurde auf private Initiative hin gegründet, als die Einstellung der Straßenbahn diskutiert wurde. Ziele sind die Modernisierung von Anlagen und Fahrzeugen, der Neubau einer Remise, die Wiederverlängerung zum Rathausplatz und die Verknüpfung mit der Traunseebahn. Generell möchte der Verein eine Bewusstseinsbildung für den öffentlichen Verkehr in der Region erreichen. Obmann des Vereins ist seit 1995 Otfried Knoll, er war bereits seit der Gründung 1989 geschäftsführender Obmann. Pro Gmundner Straßenbahn hatte 2007 etwa 400 Mitglieder und wird vorwiegend durch Mitgliedsbeiträge und Spenden finanziert. Alle zwei Jahre findet eine Generalversammlung statt.

## Verlängerung/Zusammenschluss

### Planungen

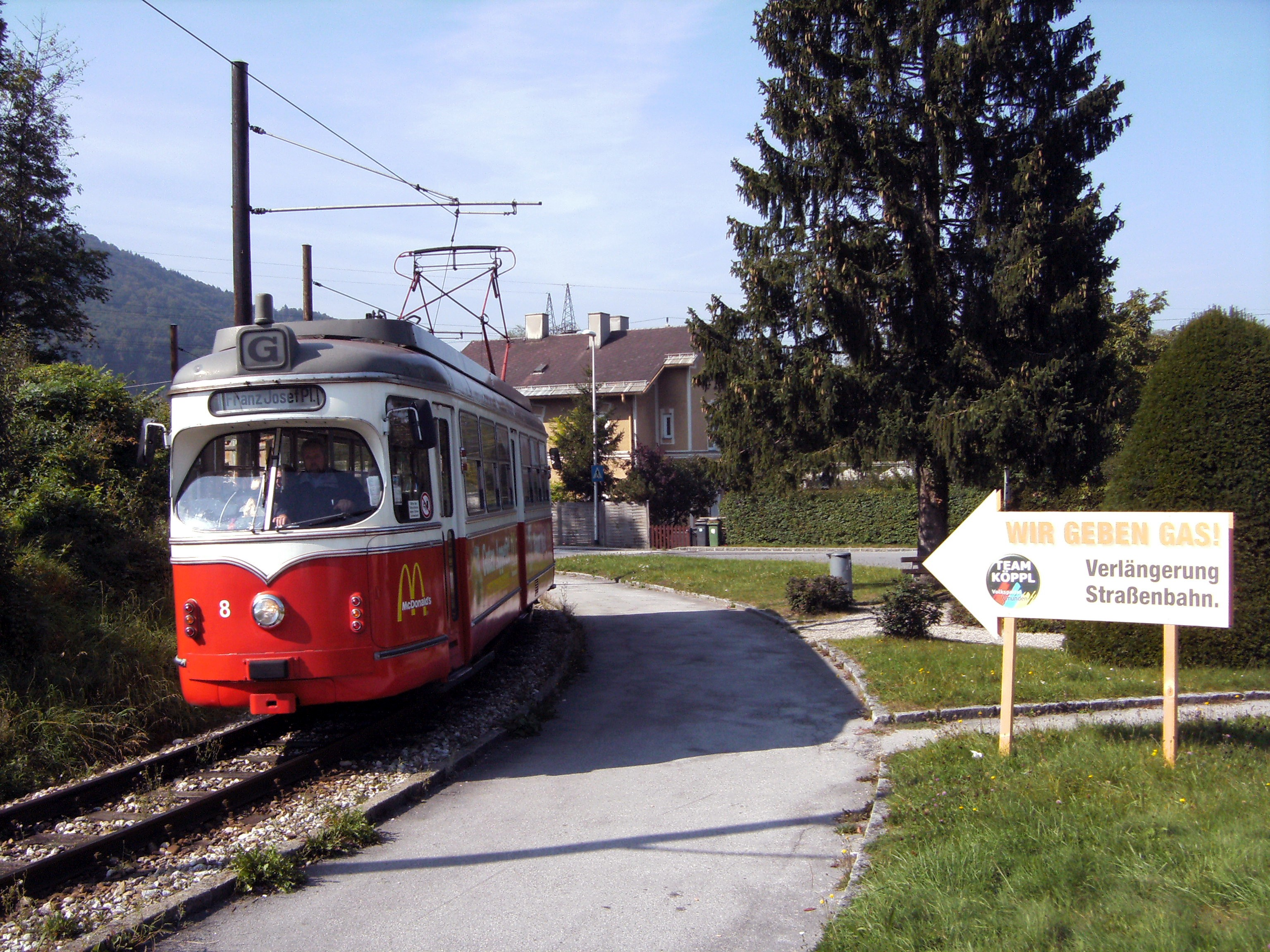
Ankündigung der Straßenbahn-Verlängerung

Seit den 1990er Jahren ist geplant, die Strecke zum Rathausplatz zu reaktivieren. Diese Maßnahme würde laut einer Studie dazu beitragen, das Zentrum vom Individualverkehr zu entlasten. Im Juni 1996 wählte der Arbeitskreis „Verlängerung zum Rathausplatz“ des Vereines Pro Gmundner Straßenbahn eine von mehreren Varianten aus. Noch im gleichen Monat erfolgte die Zustimmung der Bundesstraßenverwaltung zu einer zweigleisigen Trassierung in diesem Bereich. Im September 1997 übernahm das Verkehrsministerium die gesamten Planungskosten für den Ausbau.
Darüber hinaus soll die Straßenbahn via Klosterplatz und Traunsteinstraße mit der mit 750 Volt Gleichspannung betriebenen Lokalbahn Gmunden–Vorchdorf zu einer Regionalstadtbahn verknüpft werden. Dieser ebenfalls zweigleisige Lückenschluss wäre circa 650 Meter lang. 2000 erfolgte hierzu im Auftrag des Vereines Pro Gmundner Straßenbahn eine erste Studie durch die Technische Universität Wien, im April 2003 stimmte der Gemeinderat dem Vorhaben zu. Gleichzeitig wurde der Neubau der Remise erwogen.
Bürgermeister Heinz Köppl, der auch Beirat des Vorstands des Vereins „Pro Gmundner Straßenbahn“ ist, legte Anfang 2007 folgendes Bekenntnis ab: „Wenn wir die Straßenbahn erhalten wollen, brauchen wir den Anschluss zur Vorchdorfer Bahn. Dabei ist es zweitrangig, mit welchen Garnituren gefahren wird. Eine durchgehende Verbindung wäre eine deutliche Verbesserung für unsere Bevölkerung.“ Im Frühjahr 2007 wurde eine Machbarkeitsstudie über den Zusammenschluss in Auftrag gegeben. Die Kosten wurden zu 25 Prozent von der Stadt und zu 75 Prozent vom Land Oberösterreich getragen. Zum Koordinator ernannte die Stadt im September 2007 Otfried Knoll, den Obmann des Vereins Pro Gmundner Straßenbahn. Anfang 2008 wurde geprüft, ob die Traunbrücke hinreichend belastbar, die Passage des Trauntors möglich ist und ob die Straßenbahn im Verkehrsfluss mitschwimmen könnte. Im November 2008 bestätigte die Grazer Ingenieurgemeinschaft Kaufmann–Kriebernegg die Machbarkeit des Projekts. Im nächsten Schritt sollten die Stadt Gmunden und das Land Oberösterreich eine Trassensicherung vornehmen.
Für den Ausbau nach dem Projekt Weyer galt ursprünglich folgender Zeitplan:
- 2008/2009: Verlegung des Seebahnhofs, Planung der Remise und Sicherung der Trassenführung bis Weyer
- 2012: Fertigstellung sämtlicher Projekte

Für die gleichzeitig geplante Erneuerung des Fahrzeugparks standen Niederflurwagen des Typs Bombardier Flexity Outlook zur Diskussion. Ihre Wartung sollte in der Stern & Hafferl-Hauptwerkstatt in Vorchdorf erfolgen, nachdem zunächst vorgesehen war, eine neue Remise beim Gmundner Bahnhof zu errichten. Dort wäre im Böschungsbereich ein neues Gebäude mit Parkdeck entstanden. Die diesbezüglichen Planungen waren bereits abgeschlossen.

### Kritik
Gegen den Zusammenschluss mit der Traunseebahn hatten sich manche Parteien und diverse Bürgerinitiativen positioniert.
Kritisiert wurden unter anderem der Baulärm, mögliche Fassadenschäden während der Bauarbeiten und des Betriebs, die Größe der vorgesehenen Fahrzeuge sowie höhere Kosten im Vergleich zu Buslinien.
Im Oktober 2020 veröffentlichte der Rechnungshof einen Bericht über das Traunseetram-Projekt und urteilte »modern, leistungsfähig, aber zu wenig Fahrgäste und daher teuer«.

### Umsetzung

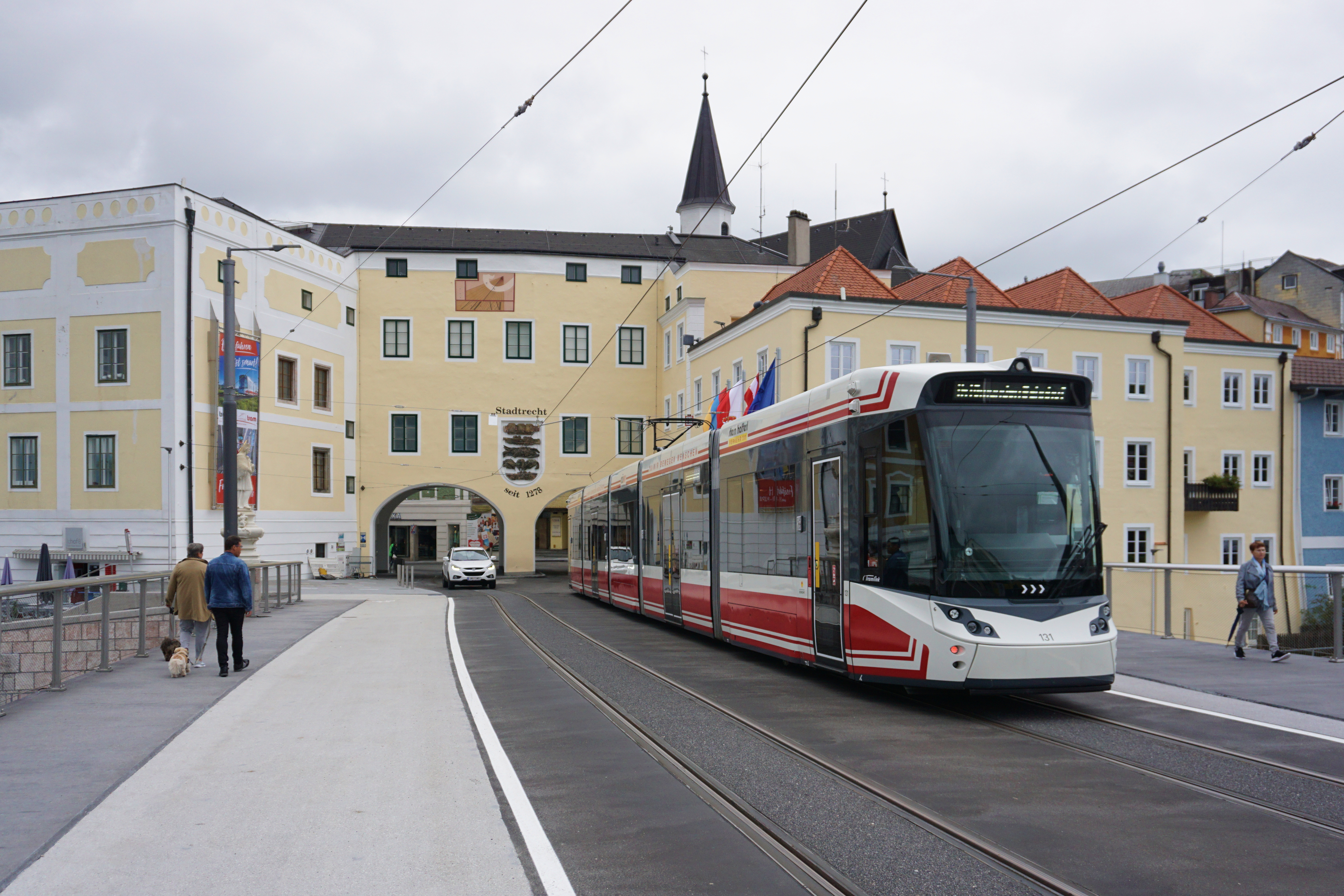
Triebwagen 131 auf der Traunbrücke vor dem Trauntor

Im Februar 2013 beschloss der Gemeinderat der Stadt Gmunden die Verknüpfung der Straßenbahn mit der Lokalbahn Gmunden–Vorchdorf, die Straßenbahnwagen sollen künftig auch bis Vorchdorf fahren. Die Verlängerung soll inklusive der Platzneugestaltungen 25 Millionen Euro kosten, wovon das Land Oberösterreich 80 Prozent übernimmt. Gelder kommen auch von Stern & Hafferl, dem Verein „Pro Gmundner Straßenbahn“, von zwei Ministerien sowie von den Gemeinden Vorchdorf, Kirchham und Gschwandt. Gmunden kann außerdem wegen der Straßenbahnverlängerung einen Citybus einsparen. Die Erneuerung des Kanals in der Innenstadt sowie die Errichtung einer neuen Traunbrücke sind mit dem Projekt gekoppelt und werden von der Landesregierung mitfinanziert. Effektiv reduziert sich dadurch der Kostenanteil für die Stadtgemeinde Gmunden auf 1,5 Millionen Euro. Das Projekt wird unter der Bezeichnung StadtRegioTram Gmunden umgesetzt.
Am 27. Jänner 2014 bestellte Stern & Hafferl bei Vossloh Kiepe elf neue Niederflurgelenkwagen vom Typ Tramlink, wovon drei Triebwagen für die Attergaubahn bestimmt sind. Die verkehrten zunächst auf der Traunseebahn und seit der Fertigstellung der Verknüpfung bis zum Bahnhof Gmunden. Die Fahrzeuge sind fünfteilig, 2,4 Meter breit, 32 Meter lang und bieten Platz für 183 Fahrgäste. Produziert wurden sie bis 2017 im spanischen Werk von Vossloh Kiepe in Valencia, das seit 2016 der Firma Stadler gehört.
Der Ausbau gliederte sich in zwei Baulose. Das Baulos 1, die Verlängerung der Traunseebahn vom verlegten und modernisierten „Seebahnhof“ zum Gmundner Klosterplatz, wurde 2014 fertiggestellt. Es wurde feierlich am 13. Dezember 2014 eröffnet. Im Rahmen des Neubaus des städtischen Bahnhofs wurde die Straßenbahnhaltestelle näher zum Bahnhofsgebäude verlegt – seit Mai 2015 hält die Straßenbahn an einem separaten Mittelbahnsteig innerhalb des Bahnhofs. Anfang September 2015 begannen die Bauarbeiten zum Baulos 2. Dabei wurde die Straßenbahntrasse vom Franz-Josefs-Platz bis zur Kreuzung Am Graben (bis November 2015) und weiter zum Rathausplatz (bis Juli 2016) verlängert. In weiterer Folge wurde sie bis zum Trauntor geführt (bis November 2016) und auf der anderen Traunseite wurde der Abschnitt Klosterplatz–Linzerstraße gebaut (bis November 2016). Mit der Fertigstellung der neuen Traunbrücke wurde die Straßenbahn schlussendlich mit der ersten Überquerung der Traunbrücke am 6. August 2018 mit der Traunseebahn verbunden.
Am 1. September 2018 wurde der Zusammenschluss mit der Lokalbahn Gmunden–Vorchdorf feierlich eröffnet. Seither verkehren direkte Züge von Gmunden Bahnhof über den Franz-Josef-Platz, Klosterplatz zum Seebahnhof und weiter nach Vorchdorf. Auf der Gesamtstrecke besteht seitdem an Wochentagen ein Halbstunden- und an den Wochenenden ein Stundentakt. Der dichtere Straßenbahnfahrplan im Stadtgebiet von Gmunden wurde bis Engelhof ausgedehnt.

## Filme
- SWR: Eisenbahn-Romantik – Lokalbahnidylle im Salzkammergut (Folge 453)
- SWR: Eisenbahn-Romantik – Auf Kaisers Spur – Bahnidylle Salzkammergut (Folge 628)
- Mit Bahn & Schiff durch das Salzkammergut, Teil I
- Bahnorama: Bahn & Schiff im Salzkammergut
- Straßenbahn Gmunden, Dokumentation Bahnwelten, 2022